# 七龙珠角色列表

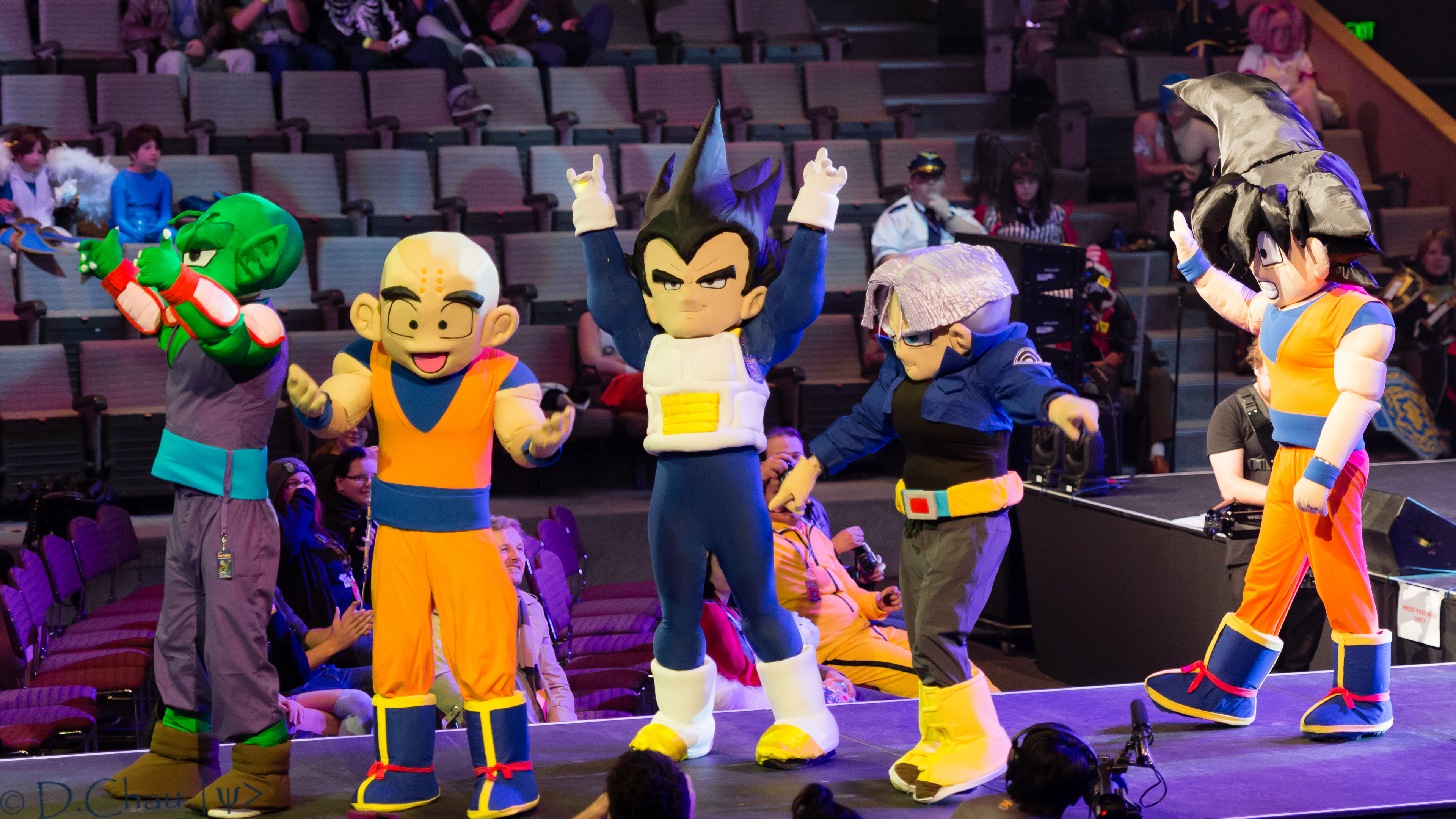
《七龍珠》部分角色扮演圖

本列表為日本漫畫家鳥山明所創作的漫畫《七龍珠》及其改編的動畫、遊戲中主要登場人物名稱在不同地域中的中文翻譯版本。
角色名稱除了以《西遊記》為早期創作藍本之外（如孫悟空、牛魔王等角色），起初為了添加中華色彩，作者更以一些中華食物為角色命名（如天津飯、餃子、飲茶（亞姆）等角色），結果後來很多角色都以食物名稱而命名。另外像紅領巾軍大部分人名都取自顏色；因為比克外型的關係，他出身的行星那美克星（ナメック星）取名自日語中的蛞蝓 (ナメクジ)，那美克星人的名字也幾乎都與陸生軟體動物有關；賽亞人（サイヤ人）原本就是日文「野菜」（やさい）反過來寫，因此人名幾乎都是蔬菜；弗力札軍則都是水果或冷凍食品。延續IQ博士的習慣，在故事中登場的部分反派角色外形是以作者討厭的人也就是歷任的編輯者為原型。
《七龍珠》連載時臺灣尚沒有將日本漫畫納進版權保護，全盛時數有數個盜版譯本，主要為龍珠坊出版社的《七龍珠》、青文出版社的《神龍的兒子》及後期東立於《少年快報》上的《七龍珠》連載，譯名混亂且交互使用，但主要以龍珠坊的版本為主，臺灣自製的電影版和《少年快報》也延用其譯名，下面以「少快」標示。直到1992年612大限後，才由東立出版社獨家代理，並在後續版本中不定時修改部份譯名，文中以「東立」（或「東立早期」）標示。衛視中文台取得正版動畫播映權後，又有部分譯文與臺版漫畫相左，文中以「衛視中文台」標示。
中國大陸早期受到愛好者廣泛接受的譯名則有三個版本：一個是20世紀90年代初海南美術攝影出版社未经权售引進的漫畫翻譯版（簡稱海美），一個是2003年由遼寧人民藝術劇院翻譯配音的初代動畫版（簡稱遼藝），最后一个中国少年儿童出版社出版的正版《七龙珠》漫画译名，对照漫画整理。
表格分列包含《七龍珠》集英社漫画系列、東映动画系列、萬代游戏系列。在前一部出现过的人物不再重复列出。

## 七龍珠
鳥山明原作《七龍珠》第001話「布瑪與孫悟空」～第194話「龍珠的贈禮」
1. 單行本第1卷～第17卷
2. 完全版第1卷～第13卷

以及經集英社授權，由東映、東映動畫、富士電視台及贊助商等共同製播的改編動畫影集。
1. 七龍珠，共153話

1. 鳥山明評述道“老實講，動畫剛開始時，總覺得有《怪博士與機器娃娃》般的溫柔，稍微有點甜，我不怎麼喜歡，但是好像比以前可愛。[3]”“我偏向把一切都交給他們，所以我沒提出過什麼要求。唯獨是有一次是在播映一段時間後，我覺得有些地方不夠完美，所以我警告了他們[4]。」
2. 後來隨著電視節目的收視率下滑，東映動畫公司及相關人員為了改變節目的風格、重新改變面貌以新的標題成為新的節目"七龍珠Z"在觀眾的面前播放，並將《聖鬥士星矢》製作團隊的部份動畫師、導演及劇作家等調移至《七龍珠》製作團隊，從孫悟飯登場的地方開始接著製作。[5]

### 主角與夥伴
孫悟空
配音（少年）：野澤雅子（日本）；呂佩玉·方雪莉·馮嘉德【無印－EP.1～104】／賀世芳【無印－EP.105起、GT】／楊凱凱【Z－衛視中文版、劇場版17】／馮友薇【Z－海外中文版】／許淑嬪【新機器娃娃與怪博士】／石采薇【改】／巫玉羚【劇場版20】／錢欣郁【大魔】（台灣）；王曉燕【無印：EP.1-78】→劉藝【無印：EP.79起】（遼藝）；謝潔貞（香港）
配音（成年時期）：野澤雅子（日本）；賀世芳【無印、GT：EP.01】／于正昌【Z－衛視中文版、劇場版18～19、卡片遊戲－七龍珠英雄、大魔】／趙明哲【Z－海外中文版：EP.1-36】→于正昇【Z－海外中文版：EP.37起、劇場版16～17、美食獵人×航海王×七龍珠Z 超夢幻合作特別篇！！】／張文俊【GT：EP.35起】／李景唐【改、超、劇場版21】／巫玉羚【劇場版20】（台灣）；林國雄（香港）
本作男主角，本名「卡卡羅特」（カカロット，諧音自日語中的胡蘿蔔キャロット, Carrot），貝吉塔行星的賽亞人，後來被送往地球。後來成為宇宙的最強戰士。
布瑪、布爾瑪（海美/中少）、ㄚ頭（少快）
聲：鶴弘美（無印、Z、GT、改、超）→久川綾（超剧场版）；賀世芳（ep.1-104），丘梅君（ep.105開始），楊凱凱（龍珠Z衛視中文台）；郝琳杰(辽艺版)；樂蔚、黃麗芳（香港無綫電視：龍珠二世）
膠囊公司（カプセルコーポレーション）的千金，愛美及喜歡帥哥，悟空第一個旅伴和摯友。後來與達爾同居並且生下特南克斯和布拉。
布瑪的名字來自日語中的燈籠褲(Bloomers)。
布里夫博士（ブリーフ博士）
聲：八奈見乘兒（無印、Z）→田中亮一（改、超）
膠囊公司社長，布瑪的父親。
名字來自日語中的三角褲(brief)
潘琪（パンチー）
聲：向井真理子（元祖、Z46話 - 118話）、川浪葉子（Z124話 - 246話、改、映画第18作）、江森浩子（Z137話 - 167話、映画第11作、超）
布瑪的母親，原本漫畫中沒有設定姓名，在《七龍珠SD》中則有叫出她名字「潘琪」，但在遊戲「七龍珠Z：卡卡洛特」（ドラゴンボールZ カカロット）則寫她的名字叫畢基妮（ビキニ）。
潘琪諧音自女用內褲（パンティー, panties），畢基妮諧音自比基尼泳裝（bikini）。
飲茶、亞姆（東立早期）、樂平（少快、海美）、雅木茶（遼藝）、亚姆查（中少）
聲：古谷徹【無印、Z、GT、改、超】→鈴木崚汰【大魔】（日本）；王慕航（衛視中文台）；张文渔（ep.5-78，辽艺版）→韩力（ep.81-148，辽艺版）
飲茶初登場是一名以盜賊為職業的劍客，因為看見女子會害羞失去戰鬥力而跟隨悟空等人，在克服弱點便開始與布瑪交往但最後分手。參加第21回天下第一武道會後開始拜龜仙人為師成為武術家。《Z/改》中後來在達爾和拿帕一戰中，被栽培人（栽培マン，聲：古川登志夫）使用自爆招式同歸於盡而喪命，喪命後與天津飯、餃子在界王星上由界王指導武術訓練，之後一同透過獲那美克星的龍珠復活。在賽魯遊戲時之後就沒有參與戰鬥。官方授權App漫畫《七龍珠外傳》（ドラゴンボール外伝 転生したらヤムチャだった件）的主角。
名字就是日語中的中國料理「飲茶」。
普亚鲁（プーアル）、佩兒（TVB）、普路（少快）、普阿鲁（辽艺）
聲：渡邊菜生子；曹玉敏（辽艺版）
仰慕飲茶的貓咪同伴，過去也是南部變身幼稚園的學生，也會變身術。
名字就是日語中的「普洱茶」。
烏龍、八戒（TVB）
聲：龍田直樹；刘莉（辽艺版）
原型來自西遊記中的豬八戒，普洱在南部變身幼稚園的同學，利用學到的變身術威脅村莊強擄民女當新娘，但強擄的三個民女海蒂（ヘッジ）、凱兒（ホッグ）、莉莉（リー）非常難伺候而且賴在他家不走，在想強擄第四個民女時被偽裝的悟空打敗。
烏龍名字就是來自「烏龍茶」。海蒂、凱兒的名字合起來是「刺蝟」（ヘッジホッグ, hedgehog），但取名原因是來自M5A1戰車，莉莉則是M3戰車的別名（Ｍ３リー戦車）。
巴歐絲婆婆（パオズばあちゃん）
受到烏龍威脅的村子中的老婆婆，有祖傳的龍珠。後來把龍珠交給布瑪。
名字來自日語「包子」（パオズ）。
琪琪、芝芝（TVB）
聲：莊真由美（無印、Z 第1话~第37话）→渡邊菜生子（Z 第118话~第291话、GT、改、超）；刘海霞（辽艺版）
牛魔王的女兒，原本是武道家，後來嫁給悟空成為家庭主婦。
名字來自日語中的牛乳(ギュウニュウ)，鳥山明說因為是牛魔王的女兒，所以取了與母牛相關的名字。
龜仙人（亀仙人）
聲：宮内幸平（無印、Z 第1话~第260话）→增岡弘（Z 第288话~第291话、GT）→佐藤正治（改、超）；符爽 (台湾)；方树桥（辽艺版）
悟空等人的師父，過去被世人尊稱最強武道家「武天師父」（武天老師）。為了讓悟空和克林能精進武術而變裝「陳龍」一起參加第21回天下第一武道大會。本人年輕時期的師父為武泰斗（聲：内海賢二）。
龜仙人造型經常穿著夏威夷衫，這是因為鳥山明曾旅居夏威夷，在想龜派氣功（かめはめ波）的命名時也是因為妻子提議，使用了夏威夷國王（カメハメハ一世, Kamehameha I）的諧音。、
孫悟飯爷爷
聲：阪脩（無印、Z）→千葉繁（改）、あずさ欣平（特別篇）；姚居德（ep.73-76，辽艺版）→张文渔（ep.152-153，辽艺版）
孫悟空的養父，龜仙人的頭號弟子，收養在山林中偶然發現剛來到地球的卡洛特並取名為孫悟空。悟空原本生性頑劣，但在一次意外令悟空頭部受傷，自此悟空變得十分溫馴。悟飯對悟空自小傳授武術同時把如意棒送給悟空。最後因為悟空半夜在外小便，不慎看到滿月而變身成為巨猿而被踩死。不過他喜歡陰間，那裏很多健康活潑的女孩子。
牛魔王
聲：郷里大輔（無印、Z）→大友龙三郎（改、超）；俞德元（辽艺版）
龜仙人的二號弟子，琪琪的父親，住在烤鍋山（フライパン山）。
牛魔王名字來自西遊記，烤鍋山日文意思就是平底烤鍋（frypan）。
海龜
聲：鄉里大輔（無印、Z、GT）→藤本たかひろ（改、超）；俞德元（辽艺版）
龜仙人的愛龜，原本是普通的蠵龜，不知過了幾百年學會講人話。
小龜（子ガメラ）
聲：小山茉美
龜仙人叫來搭乘飛往烤鍋山的生物。
名字與外型都來自電影怪獸卡美拉。
拉琪、蘭奇（海美）、朗琪（遼藝）、藍琪（中少）、蘭芝（TVB）
聲：小山茉美
克林帶回給龜仙人的女性，擁有兩種人格，打噴嚏就會變換人格和髮色，深藍髮為溫柔、金髮為兇暴。追求天津飯無果後獨自在酒館買醉，之後就失去消息。
名字來自日語午餐(Lunch)的片假名。
克林、無閑（TVB）、小林（海美）、枯林（遼藝）、庫林（中少）
聲：田中真弓、呂佩玉（衛視中文台）；贾丽娜（辽艺版）
出身自多林寺（影射少林寺），和悟空同時成為龜仙人的弟子。
因為發音近似，許多人猜測他的名字來自「栗子」(クリ)，但鳥山明表示當時原本定位他是只出現一次的角色，所以並沒有刻意取有意義的名字。。不過之後作品使用了這個諧音，將克林的女友與女兒都取了與栗子相關的名字。
神龍
聲：內海賢二（無印、Z、GT）→大友龍三郎（改、超）；韩力（辽艺版）
集齊龍珠所召喚的龍神，最初一次只能實現一個願望（復活次數只有一次），後來丹丹成為新神後變成一次能實現三個願望（如需復活多人就只有兩個願望）。
絲諾（スノ）
聲：渡邊菜生子、田中真弓（Z、改、遊戲「Sparking! METEOR」、「カカロット」）、江森浩子（遊戲「天下一大冒険」）；刘海霞（ep.34-43，辽艺版）→刘艺（ep.113-123，辽艺版）
與父（聲：佐藤正治）、母（聲：鈴木黎子）同住在懷特將軍將軍領地內金格村（ジングル村）的紅髮少女，救了在雪地中凍僵的悟空。
生於紀元後740年，出場時十歲。[12]。漫畫中剛出場時沒有提到名字，動畫中則將名字放在標題「北の少女スノ」，之後仍偶爾出現在動畫版短笛大魔王篇。原作中則要等到魔人普烏篇才再次出現，是少數因為相信悟空而將氣借給他的地球人，當時34歲。漫畫版在這裏才寫出了她的名字，不過中文版略過不譯。
名字來自「雪」（スノウ, snow）。金格村名字則來自「聖誕響叮噹」（ジングルベル, Jingle Bells）。
則卷
聲：小山茉美
則卷千兵衛製造的仿真機器人，同作者漫畫《IQ博士》的女主角，住在企鵝村，協助悟空打敗紅領巾軍的布魯將軍，而跟悟空結為朋友，也在之後的動畫龍珠超69話再次登場。
烏帕、烏巴（東立）
聲：堀江美都子（無印）→大倉正章（Z第13話）→草尾毅（Z第285話、改）；刘海霞（辽艺版）
守護花梨塔下界的聖地花梨的村人，波拉的兒子，父親被桃白白殺死，後來悟空幫助下替父親報仇最後用龍珠讓被殺的父親復活。
名字來自鳥山明助手松山孝司（まつやまたかし）家裏養的狗名（ウーパールーパー）。
波拉
聲：銀河萬丈（無印、Z第13話）→江川央生（Z第285話、改）
守護花梨塔下界的聖地花梨的戰士，烏帕的父親，曾被桃白白殺死，後來用龍珠復活。
名字來源雖然有諸多猜測，但其實並沒有特別含義。
占卜婆婆（占いババ）、卜卦婆婆（東立）
聲：瀧口順平（無印、Z第7話~第34話）→田中真弓（Z第190話~第272話、改、超）、楊凱凱（衛視中文台）
龜仙人的姊姊，能夠自由往來陰陽兩界，擁有將死者帶回現世一天的能力，喜好金錢和觀看格鬥，會收取高額占卜費用或是打敗五位選手不收費。悟空等人前來問卜時指定蝙蝠人（ドラキュラマン，聲：戶谷公次）、透明人斯凱（スケさん），聲：大竹宏）、戰鬥「人乾」木乃伊（戦う干物ミイラくん，聲：飯塚昭三）、惡魔（アックマン，聲：池水通洋）、老孫悟飯為對手。
蝙蝠人的名字來自吸血鬼卓九勒（Dracul man），透明人斯凱名字來自日文的透明（透けてる）、木乃伊名字就是日語的木乃伊先生（ミイラ君）、惡魔的名字則是日語的惡魔人（アクマ人間）。
花梨、卡林大人（遼藝）、貓仙人（TVB）
聲：永井一郎（無印、Z第26話~第169話、改）、龍田直樹（Z第217話~第241話）、魚建（超）；张文渔（ep.61-61，辽艺版）→佟春光（ep.114-126，辽艺版）
住在花梨塔（カリン塔）的猫仙人，年齢有800歲以上，有「武術之神」（武術の神）稱號。筋斗雲和如意棒的原持有者，後來交給龜仙人（現持有者為悟空）。同時為仙豆製造者，危機時刻悟空常來要仙豆。
「カリン」在日語中寫成「花梨」，就是木瓜。但カリン塔其實是諧音自日式點心「花林糖」(かりんとう)，塔上主人就順道叫作カリン。
亞奇洛貝（ヤジロベー）、雅奇洛貝（海美）
聲：田中真弓；贾丽娜（辽艺版）
原是過著狩獵生活而擅長使用武士刀的武者，不時會幫助悟空等人，後來與花梨同住。於「賽亞人篇」也有一同對付來到地球的達爾和那霸，曾砍掉了達爾的尾巴可謂人生中最高光時刻。在「未來特南克斯篇」動畫版也有出現，為倖存下來的反抗軍的一員，不過遇到戰鬥時卻會逃跑。
名字來自東海道中膝栗毛書中主角彌次郎兵衛，也寫成「与次郎兵衛」或「與次郎人形」，一種平衡人偶玩具。這是作者鳥山明曾經在取筆名時想用的名稱。
波波先生（ミスター・ポポ）
聲：西尾德（無印、Z、GT）→川津泰彥（改、超）；滕奎兴（ep.124-129，辽艺版）→俞德元（ep.130-132）
神的隨侍，實際上是神殿管理者，年齡有1000歲以上。
漫畫在美國出版時，因為怕影射黑人所以將他的厚嘴唇修掉了。
名字來自啵啵聲。
神（神様）、天神（香港/遼藝/中少）、神仙（海美）
聲：青野武（無印、Z）→岛田敏（改）；于振波（ep.125-129，辽艺版）→俞德元（ep.135-148）
地球的神，龍珠的創造者。在接受成為神的試煉中將內心的邪惡趕出體外，作為神非常熱愛祂所管理的星球。曾在賽亞人貝吉塔來襲地球時死亡過一次，後來被那美克星的龍珠復活。其後因人造人賽魯的出現，迫使神决定卸下地球神的官位並與比克合體以挽救地球的危機。
武泰斗（むたいと）
聲：內海賢二
龜仙人與鶴仙人的師父。比克大魔王第一次征服世界期間他與眾弟子一起與比克的魔族部下戰鬥。他在同比克的首度交鋒中被擊敗，後在弟子龜仙人與鶴仙人的盡心照料下得以倖存；他隨後便遠走修行創造了「秘技·魔封波」並最終成功將比克封印在一個電子鍋里，但代价卻是為此而犧牲。在動畫原創劇情中，他在悟空用神殿的時光穿梭回到過去時曾指導悟空如何控制氣。

### 前期敵人
兔老大（兎人参化）
聲：大竹宏；佟春光（辽艺）
兔子團團長，擁有被觸摸者摸到變成紅蘿蔔的能力。敗給悟空後跟兩個團員（聲：二又一成、佐藤正治）一起被悟空送往月球，最後月球被破壞而漂流在宇宙空間。
皮拉夫（ピラフ）、畢拉夫（TVB）
聲：千葉繁；方树桥（辽艺）
一個矮小的、淺藍皮膚的人，穿著寫上「炒飯」的袍褂。他是一名天才發明家，擁有企圖征服世界的野心，數次想利用龍珠許願達成但都被悟空等人阻擾，甚至為此釋放出被封印的比克大魔王，結果卻慘遭比克拋棄。在《龍珠GT》中年紀已老邁仍想統治世界，並到了神殿偷取黑星龍珠實現願望卻誤會令悟空變回小孩。《龍珠超》中在人造人篇期間向神龍許願回復青春卻變成嬰兒，而後成長為小孩並借宿於布瑪家中，再次長大後在布瑪家工作，還替孫悟天與特南克斯製作變身手錶。未來的皮拉夫曾經在人造人殘害人類期間用龍珠將他們返老還童，但是三人組卻變成嬰兒。
名字來自中東、東南亞的香飯(pilaf)，日本歸類於炒飯類。
小舞
聲：山田榮子；曹玉敏（辽艺）
畢拉夫的手下，一名穿長外衣的美貌女子。在《龍珠超》中在人造人篇期間隨畢拉夫變成嬰兒，成長為小孩並寄住於布瑪家，曾被布瑪說她擁有童子身說話卻像個大媽，小特南克斯斯非常注意著她，曾經暗戀未來特南克斯，但是看到未來的自己與未來特南克斯相配於是放棄。在未來的世界也有出現，當時皮拉夫用龍珠返老還童時第一次與特南克斯相遇，長大後成為特南克斯出生入死的女友，也是未來世界唯一生還的畢拉夫三人組成員。性格跟原本的小舞大相逕庭，除了不像原來的她般貪生怕死，也比較懂事、不貪心。在再次長大後開始從布瑪那里工作，而布瑪安排小舞與特南克斯上同所高中，實際上是監視特南克斯的就學狀況。
動畫版中的未來小舞是反抗軍的首領，負責帶領反抗軍對抗黑悟空。
名字來自日語燒賣(シュウマイ)的「賣」。
阿修（/）
聲：玄田哲章；姚居德（辽艺）
畢拉夫的手下，外表是一隻秋田犬，穿著忍者裝束的犬男。變回小狗後也住進布瑪家中。
阿修來自「蕎麦」，修來自日語中燒賣(シュウマイ)的「燒」。

### 天下第一武道會
那姆
聲：鹽澤兼人；张文渔（ep.21-29，辽艺）→薛伟刚（86，辽艺）
第21回天下第一武道會前四強的選手，是個佛教徒的僧侶武道家，為了幫助自己的村子缺水問題於是參加天下第一武道會目標拿到冠軍獎金買水，最後以成龍身份參加武道會的龜仙人的幫助下得到水。後在參加第22回天下第一武道會時在預賽被天津飯打致重傷。
名字來自就是佛教語南無阿彌陀佛一語中的「南無」。
野蠻人（バクテリアン）、細菌（東立）
聲：田中康郎
悟空與克林第一次參加武道會（第21屆）的參賽選手，渾身臭不可聞。但克林因為發現自己沒有鼻子而取勝。
名字諧音自細菌的日文（バクテリア）。
蘭芳
聲：川浪叶子；徐琳（ep.21-29，辽艺）
第21屆的女性參賽選手，本領低微只靠色誘來晉級。因為南無閉上眼睛無法色誘他而落敗。
名字諧音自日文外來語：女性內衣(ランジェリー, Lingerie)與粉底(ファンデーション, Foundation）。
基藍
聲：银河万丈；方树桥（ep.21-29，辽艺）→滕奎兴（106，辽艺）
第21屆的怪獸參賽選手，敗在悟空手下。絕招是從口中吐出的能纏住敵人使其無法動彈的“超粘泡泡膠”。
名字來源是因為「聽起來像怪獸」，超人力霸王系列中就有很多以這個字根命名的怪獸，例如：ハンザギラン、タフギラン、ウルトラマン、スノーギラン等。
陳龍，佳基·琼（海南）
悟空在第一次參加武道會決賽時遇到的對手。在悟空見到月亮巨大化後，用龜派氣功消滅了月亮讓他恢復，並贏得當屆武道會冠軍。
在第二次參加武道會時遇上天津飯，認識到兩人勢均力敵後主動認輸。
真實身份是戴了假髮（用強力膠黏住）并摘下墨镜的武天老師，名字來自港星成龍的英文名(Jackie Chen）。
泡芙、巴布特（東立）
第22屆的參賽選手。泰拳高手，傳說中的天才格鬥家，另兩個世界級武鬥會的冠軍，但被悟空輕鬆擊倒。
鳥山明老師說已經忘了他的名字來源，只記得是泰國姓氏。
人狼
聲：平野正人；薛伟刚（辽艺）
第22屆的參賽選手，與狼人相反只有月圓夜會變成人，懷著對陳龍的恨而參賽。陳龍利用克林的光頭解決了他的問題。
邱巴王（チャパ王），柴巴王（海南）
聲：柴田秀胜；于振波（辽艺）
第22屆的參賽選手，參加過武道會都得冠軍，不過預賽時就遇到悟空被打倒。
名字來源是印度麵餅 Chapati（チャパティ）
沈先生（シェン）、薛恩（東立）
聲：青野武；俞德元（ep.135-148，辽艺）
第23屆的參賽選手，擁有超越人類的水準，屢次用近似搞笑的手法擊敗對手（其實是神附身在凡人身上參賽，意圖封印比克）。
名字是「神」的片假名寫法。

### 紅領巾軍
雷德總帥（レッド総帥）
聲：內海賢二；张文渔（辽艺版）
全名為雷德.萊彭，紅領巾軍的總帥，身材特別矮小，因為收集龍珠只是為自己身高能長高而被布拉克副官槍殺身亡。
名字就是英文的紅色(Red)。
布拉克副官（ブラック補佐）
聲：佐藤正治；方树桥（辽艺版）
跟隨在瑞特總帥身邊的輔佐，最後駕駛機器人與悟空戰鬥時被悟空打敗爆炸而亡。
名字就是英文的黑色(Black)。
西爾巴上校（シルバー大佐）
聲：銀河萬丈
紅領巾軍西爾巴隊的小隊隊長，最後被悟空擊敗，之後就沒有登場（動畫版增加了他襲擊皮拉夫一夥搶奪龍珠的戰鬥劇情展現了其智勇雙全的一面，最後因為敗給了悟空被雷德總帥給予處刑）。
名字就是英文的銀色(Silver)。
懷特將軍（ホワイト将軍）
聲：玄田哲章；张文渔（辽艺版）
紅領巾軍懷特隊的小隊隊長，據有基地「馬斯魯塔」（マッスルタワー）。因為實力平平敗在悟空手下，要傷害村長時被憤怒的阿八一拳擊飛而失蹤。
名字就是英文的白色(White)。馬斯魯塔的意思則是「肌肉之塔」（muscle tower）。
麥利克中士（メタリック軍曹）
聲：青森伸
紅領巾軍懷特隊的小隊成員，是個機器人，外型仿自魔鬼終結者。最後跟悟空對決中因為電池沒電而敗北。
名字就是英文的金屬色(metallic)，形象取自于州长阿诺·斯瓦辛格。
村崎上士（ムラサキ曹長）
聲：青野武；姚居德（辽艺版）
紅領巾軍懷特隊的小隊成員，身份是個忍者，是五胞胎之中的長子，最後全被悟空擊倒。
名字就是日文的紫色。
8號
聲：飯塚昭三（無印、Z、改、超）→寶龜克壽（激战传说）
蓋洛博士製造的人造人，原本是紅領巾軍的秘密武器，但喜愛和平及不喜歡主動戰鬥，對蓋洛博士而言是失敗作品，最後背叛紅領巾軍跟悟空成為好友並取名為「阿八」（ハッチャン）。動畫版中原本是人類，由弗立佩博士（フラッペ博士，聲：八奈見乘兒）而改造出來的。形象取自于玛丽·雪莱的科幻小说弗兰肯斯坦里的怪物弗兰肯斯坦。
布幽
聲：不明
居住在紅領巾軍懷特隊的基地馬斯爾塔的巨大肉食怪獸，刀槍不入的身體，弱點是寒冷，最後被悟空發現弱點而擊敗。
名字來自日文中形容軟Ｑ質感的狀聲詞「ブヨンブヨン」。
布魯將軍（ブルー将軍）
聲：古川登志夫；姚居德（辽艺版）
紅領巾軍布魯隊的小隊隊長，為同性戀者，有嚴重潔癖及害怕老鼠，本身具備相當的戰鬥實力，眼睛部位有超能力能讓對方定住而不能動。由於搶奪龍珠最後被悟空和则卷阿拉蕾打敗但仍偷到龍珠雷達，回到總部後被雷德總帥給予處罰，讓其與花錢請來的殺手桃白白決鬥，卻被對方只用舌頭就殺死了。
名字就是英文的藍色(blue)。
多克
聲：鹽屋浩三→鄉里大輔
紅領巾軍布魯隊的小隊成員，負責率領B隊襲擊龜仙屋，反而全被龜仙人和蘭琪（兇暴）擊敗。
名字就是英文的暗色(dark)。
耶魯上校（イエロー大佐）
聲：鄉里大輔
紅領巾軍耶魯隊的小隊隊長，老虎模樣，率眾攻擊聖地花梨搶奪龍珠時被悟空擊敗而亡。
名字就是英文的黃色(yellow)。
紫羅蘭上校（バイオレット大佐）
聲：杉山佳壽子
紅領巾軍紫羅蘭隊的小隊隊長，熱衷於金錢。性格冷酷曾為脫救而一拳將部下打落河餵鱷魚，但對受傷的小猴卻展露出憐憫（動畫版結局是在紅領巾軍跟悟空對峙期間把金庫的錢洗劫一空後逃亡）。
名字就是英文的藍紫色(violet)。
蓋保
蓋洛博士之子，紅領巾軍的上級士兵。最後在某場槍戰中死亡，蓋洛為了紀念他特意參照其外型製造人造人16號。原作中沒有出場，只出現在設定集中。

### 鶴仙流
鹤仙人
聲：永井一郎（無印）→岩崎博（龙珠Z 卡卡罗特）；于振波（ep.84-129，辽艺版）→佟春光（ep.135-136）
年輕時與龜仙人一同拜武泰斗（聲：内海賢二）為師。為人陰險卑鄙，雖然是同門師兄弟，但是彼此之間不和。在天下武道大會使出卑鄙手段迫使天津飯解決悟空，反而令天津飯反感導致師徒關係決裂。其卑劣行為甚至令其另一徒弟餃子一度懷疑是他釋放了被封印的笛子大魔王。
創造了洞洞波、舞空術等鶴仙流絕招。
桃白白（タオパイパイ）
聲：大塚周夫；于振波（辽艺版）
鶴仙人的弟弟。Age459年出生，291歲，身高178厘米，體重70公斤。原本職業是上班族，在Age730年(271歲)時脫離上班族的生活而改行做職業殺手，曾經重傷撒旦先生與殺害其師傅。初出場時為紅領巾軍僱用的殺手，目的是殺死孫悟空及拿回被孫悟空拿走的龍珠，後来不敌孙悟空而使诈，要用手榴弹偷袭，结果手榴弹被悟空踢回，反而将自己炸成重伤。後來桃白白用盡自己當殺手所賺到的錢，以半機械人的型態重生，之後在第23回天下一武道會再次出現並打傷餃子，原本在八強戰中天津飯顧其面子手下留情，但是桃白白突然用武器攻擊天津飯，徹底惹怒天津飯，最後負於天津飯。
名字意思就是「白色的白桃」，形象取自于电影蛇形刁手里的反派上官逸云。
天津飯（テンシンハン）、范天津（少快）
聲：鈴置洋孝（無印、Z）→绿川光（改、超）、官志宏（衛視中文台）；滕奎兴（辽艺版）
鶴仙人的徒弟，宇宙人「三眼人」（三つ目人）的子孫，早起敬佩桃白白想成為殺手，第22回天下第一武道會登場，龜仙人賞識他的實力而說服他脫離鶴仙人。本來想光明正大打敗孫悟空，後來因鶴仙人的卑鄙手段讓餃子用超能力定住孫悟空，天津飯因此反感退出鶴仙流，同時在大會打敗孫悟空奪得冠軍（實際上是孫悟空先落地因此孫悟空才落敗）。於「賽亞人篇」帶著餃子一同與克林、比克、飲茶、悟飯前來對抗來到地球的達爾、那霸。在「宇宙生存篇」動畫版得知自己創立了天津流武館。
剛登場時與龜仙流的人對立，甚至與飲茶對決時打斷他的腿，棄暗投明後正式向飲茶道歉，莫洛篇因太久沒撂狠話一度陷入苦戰。
日文中「天津飯」是一種蟹蛋蓋飯的名稱。
餃子（チャオズ）
聲：江森浩子；刘海霞（辽艺版）
鶴仙人的徒弟，後來跟隨天津飯退出鶴仙流。於「賽亞人篇」和天津飯一同與克林、比克、飲茶、悟飯前來對抗來到地球的達爾、那霸。
名字就是來自「餃子」。

### 比克大魔王一族
比克大魔王（ピッコロ大魔王）、笛子大魔王（TVB後期）
聲：青野武（無印）→岛田敏（游戏版）；于振波（辽艺版）
原是神目賭了地球人的邪惡面影響產生了邪念，神內心邪惡成長後的分身。過去被武泰斗封印到電子鍋，後來被畢拉夫解除封印，企圖支配全世界。最後被悟空打倒並且在死前產下比克。
名字來自樂器「短笛」(Piccolo)。
比克、笛子魔童（TVB）
聲：古川登志夫；姚居德（辽艺版）
比克大魔王的兒子。為了報父仇以「魔少年」（マジュニア，Ma  junior 马朱尼亚（海南））身份參加第23回天下第一武道大會，企圖打倒也有參戰的悟空，後來受到在悟空等人的影響，而改邪歸正成為同伴。后来為了讓比克的絕招魔貫光殺砲能殺掉拉帝茲，悟空也犧牲自己；而比克利用一年的時間，親自訓練有極大潛力的年幼悟飯，好擊倒前往地球的兩名賽亞人——達爾與拿帕。日後也代替悟空率先對抗弗利沙。
皮亞諾（ピアノ）
聲：平野正人；滕奎兴（辽艺版）
比克大魔王被解除封印之後最早生下，像是無齒翼龍頭部的部下。本身沒有戰鬥能力，在比克大魔王身邊擔任參謀，在悟空和比克大魔王最終決戰受到戰鬥波及而死。
名字來自樂器「鋼琴」(Piano)。
丹巴林（タンバリン）
聲：中尾隆聖；俞德元（辽艺版）舊版七龍珠漫畫中，稱他為丹巴利。
比克大魔王被解除封印之後生下的部下，由於比克大魔王害怕再被魔封波封印，認為參加天下第一武道會的高手之中有魔封波使用者，因此專門派丹巴林負責殺害包括克林在內的其它天下第一武道會參賽者（最後由神龍全數復活），最後被為了幫克林報仇雪恨的悟空用龜派氣功打碎而死。
名字來自樂器「鈴鼓」(tambourine)。
辛巴魯（シンバル）
聲：鄉里大輔 舊版七龍珠漫畫中，稱他為辛巴路。
比克大魔王被解除封印之後生下的部下，負責擔任幫比克大魔王收集龍珠的工作，結果被亞奇洛貝用刀砍成兩段而死，最後被亞奇洛貝當成食物烤來吃掉。
名字來自樂器「銅鈸」(cymbal)。
德拉姆（ドラム）
聲：鄉里大輔；俞德元（辽艺版）
比克大魔王用龍珠許願恢復年輕之後生下的部下，戰鬥能力比辛巴魯和丹巴林高，負責對付來封印比克大魔王的天津飯，就在給天津飯最後一擊時被喝下超神水提升力量的悟空打死。
名字來自樂器「鼓」(drum)。

## 七龍珠Z、七龍珠改
鳥山明原作《七龍珠》第195話「謎般的異星人戰士」～第519話「再見了!七龍珠世界」
1. 單行本第17卷～第42卷
2. 完全版第14卷～第34卷

以及經集英社授權，由東映、東映動畫、富士電視台及贊助商等共同製播的改編動畫影集。
1. 七龍珠Z，共291話的系列
2. 七龍珠改，七龍珠改 魔人普烏篇，共159話的系列

### 地球居民
孫悟飯
聲：野澤雅子（日本）；李宛鳳〈幼年〉、楊凱凱〈少年〉、官志宏〈青年〉【Z】／曾允凡〈幼年〉、石采薇〈少年〉、錢欣郁〈青年〉【改】（台灣）
孫悟空和琪琪的長子，悟空以養父的名字來命名，自身擁有強大潛力和力量，當父親悟空不在（陰間修練）的時候，拜比克為師傅指導其武功。曾經在那美克星上参与对弗利沙的战斗，后来變成超級賽亞人2消滅賽魯，是劇作中首個變身成超級撒亞人2的角色。上高中後曾經數次以超級賽亞人身姿打擊犯罪被人們稱為「金色戰士」（金色の戦士），高中以後經常扮裝「賽亞超人」的身份守護和平。食量並沒有像父親那麼大。
孫悟天
聲：野澤雅子（日本）；楊凱凱【Z】／石采薇【改】（台灣）
賽魯遊戲前悟空死前和琪琪的次子，外表和悟空小時候一模一樣和達爾的兒子特南克斯非常要好，在第25屆天下第一武道大會初次見到父親悟空，而在少年組與特南克斯互相決鬥打出一場精彩的比賽。
特南克斯
聲：草尾毅、于正昌（衛視中文台）
達爾與布瑪的兒子，分成現代版以及未來版，為了阻止人造人穿越時空回到過去，也將未來的特效藥（心臟病的藥）經由母親布瑪轉交給悟空，賽魯遊戲結束後回到原本的世界，除了殺掉人造人，也揭穿賽魯想利用時光機回到過去的念頭，並將其殺掉讓世界恢復和平。
名字來自日語「四角內褲」（トランクス, trunks），形象取自于美国演员爱德华·福隆
瑪蘿、馬倫（東立）
聲：鈴木富子（Z，GT）→牛田裕子（改、超））。
克林與18號生的女兒。
在動畫版中克林曾有一個長得像布瑪的女友，名叫「瑪蓉」（マロン），因此在「七龍珠超」中有一幕是18號很介意女兒發音有沒有唸對。
瑪蘿與瑪蓉的名字都是諧音自日語中的「栗色」（マルーン, marron，也是法語中的栗子之意）。
悟天克斯（ゴテンクス）
聲：野澤雅子&草尾毅
悟天與特南克斯透過施展梅達摩爾（メタモル）星人的合體技「融合」（フュージョン）的合體戰士。
達洛特、貝吉特（ベジット）、達爾特（衛視中文台）
聲：野澤雅子&堀川亮、官志宏（衛視中文台）
孫悟空與達爾透過界王神的秘寶「波特拉」(耳環)（ポタラ）合體的最強戰士。
小芳、小潘（台灣）、BoBo（TVB）
聲：皆口裕子（Z、GT、超）、柿沼紫乃（改）
悟飯和維黛兒結婚之後生下的女兒，因孫悟飯與維黛兒疏忽小芳由比克教導武術，幼小時期就已經學會舞空術。在七龍珠原作，小潘是在最後的武道大會登場！當時年僅4歲的她就能順利通過許多成人賽。幼時的她喜歡吃冰淇淋，在七龍珠GT時年約為9歲，喜歡到咖啡店裡點黑咖啡，在故事中以女主角的身分登場，她幹勁十足，不過很容易惹上麻煩。興趣是打擊邪惡，並且是個任性活潑又很堅強的女孩子。
名字音同日語的「麵包」（パン）。
布拉
聲：鶴弘美（Z、GT、改、超）→久川绫（超剧场版）
悟空和「惡」普烏戰鬥結束之後的十年期間（力之大會開戰前）布瑪和達爾生下的女兒，特南克斯的妹妹。
名字來自日文「胸罩」（ブラジャー, brassiere）。
格里諾比其（ゲリノビッチ）
橘子星高中老師上課時提到的哲學家。
夏普納（シャプナー)
聲：結城比呂（Z）、真殿光昭（改）
悟飯與維黛兒的高中同學，金髮的運動健將。
名字來源是削鉛筆機（シャープナー, sharpener）。
伊蕾莎（イレーザ）
聲：浦和惠
悟飯與維黛兒的高中同學，對悟飯有好感。
名字來源是橡皮擦（イレーザー, eraser）。
巴里·汗（バリー・カーン）
聲：檜山之
出現在雜誌上的「大人氣超級明星」，魔人普烏看到後變成他的模樣。在七龍珠超的動畫版裏正式出場，負責在電影《賽亞超人 vs. 撒旦先生》（グレートサイヤマンVSミスター・サタン）中扮演賽亞超人。
名字來自日語中的理髮刀（バリカン, 法語Bariquand）。

### 天下一武道會
撒旦先生（ミスター・サタン）
聲：郷里大輔（Z、GT）→石塚運昇（改、超）→江原正士（七龍珠Z 卡卡羅特、龙珠大魔）、王慕航（衛視中文台）、李錦綸（香港）
本名為「馬克」（マーク）原本只是格鬥技世界冠軍的普通人，在賽魯遊戲中對世人謊稱賽魯被自己打倒後，撒旦成為人們眼中的超級英雄。過去在南都的某一所酒館中，桃白白被撒旦師徒二人嘲笑髮型後在盛怒之下，殺死撒旦的師父，撒旦也被打至重傷。自此撒旦便不敢與身份不明以及實力強得離譜的人交手。
魔人普烏篇時表面逞強向他挑戰，實際上對普烏阿諛奉承討得他歡心，在為普烏唸完龍龍與忠狗中忠狗帕德拉旭（パトラッシュ）的故事後與他合養了一隻狗，並因為救狗而身受重傷。普烏為狗和他治療完之後無法控制怒氣，暴走變身成惡普烏，但仍留有對他的記憶而放他一馬。之後他們將狗命名為「阿貝」（ベエ，聲：鈴木富子（Z）→鈴木真仁（改）），名字來自普烏的轉音。
名字來自惡魔撒旦，因為與阿拉伯名字薩達姆諧音，所以外型是中東人造型。
碧兒、維黛兒（東立）、比黛兒（香港）
聲：皆口裕子（Z、GT、超）、柿沼紫乃（改）、陸惠玲（香港）
第二季（龙珠z）后期的女主角，撒旦先生的獨生女，第24屆少年組冠軍，但十分看不慣父親驕傲的個性。雖然如此，早期她也跟一般人一樣，認為撒旦先生是最強的人，但是自從看了撒旦先生與賽魯一戰的影片後開始起疑。與悟飯為高中同學，在漫畫中她到蘭特鎮（ランドセルタウ）阻止搶匪時被「賽亞超人」所救，因此識破其真實身份就是孫悟飯。維黛兒要求悟飯教導舞空術當作封口費，在一同進行第25屆天下第一武道大會前的修行時對他產生好感，後來才知道“黃金戰士”與打倒賽魯的人是孫悟飯。後來兩人結婚並生下小芳。
名字「デビル」是日文「ビーデル」重排，即惡魔(Devil)之意。蘭特鎮的名字則是日本對學生書包的稱呼（ランドセル, 荷蘭語 Rancel）。
帕德（バート）
第25屆少年組第一場比賽的參賽者，漫畫中沒有真的出場，只有大會報告時提到。
名字音同「鳥」（バード, bird）。
佩羅尼（ぺぺローネ）
第25屆少年組第一場比賽的參賽者，漫畫中沒有真的出場，只有大會報告時提到。
名字來自日語中的「香辣義麵」（ペペロンチーノ, peperoncino）。
卡蘭希尼可夫（カラシニコフ）
第25屆少年組的參賽者之一，僅出現過名字，是特南克斯賽事的前一場勝者。
名字來自卡拉什尼科夫自動步槍，即俗稱的AK-47（アフトマットカラシニコバソーラクスェーミ, Avtomat Kalashnikova-47）。
伊達沙（イダーサ）
聲：古川登志夫（Z 210話）、沼田祐介（Z 212話之後）、根本幸多（改）
第25屆少年組的參賽者之一，特南克斯的第一個對手。
名字來自口語「俗斃了」（ダサイ=ダサい）轉換寫法。
伊科塞（イコーセ）
聲：沼田祐介（Z）、根本幸多（改）
第25屆少年組的參賽者之一，悟天的第一個對手，伊達沙的哥哥。母親（聲：江森浩子）希望他為弟弟報仇。
名字來自口語「醜死了」（セコイ=ださい）轉換寫法。
威普林（ウェーブリー）
第25屆少年組的參賽者之一，因為哭了輸給比達德。
名字來自韋伯利轉輪手槍（ウェブリー・リボルバー, Webley Revolver）。
比達德（ピョンタット）
第25屆少年組的參賽者之一。
名字來自飛跳時的狀聲語（ピョン、タット）。
吉拉（キーラ）
聲：龍田直樹（Z 214話）、結城比呂（Z215話以後）
第24屆與第25屆成年組參賽者之一。第25屆時被18號打敗。
名字來自英文「殺手」（killer）的片假名。
裘露（ジュエール）
聲：沼田祐介
成年組參賽者之一，第24屆時為亞軍。第25屆時被18號打敗。
名字來自英文「珠寶」（jewel）的片假名。
布達（プンター）
聲：幸野善之
成年組參賽者之一，第24屆參賽時進入到準決賽，第25屆在預賽就被克林打敗。
蒙面大俠（マイティマスク）
聲：青森伸
第24屆與第25屆成年組參賽者之一。第25屆時雖然進入前十六強賽，但被悟天和特南克斯偷襲而遭到冒名。
名字來自美國動畫「太空飛鼠」（マイティマウス, Mighty Mouse）。
史波迪（スポポビッチ）
聲：江川央生
曾為第24屆成年組參賽者，裘露和吉拉感覺他變很多。其實他是受到巴比提操縱，為了收集能量跟亞摩參加第25屆天下第一武道會尋找有強大能量的人，賽中將維黛兒打成重傷。拿到能量後被當成棄子，遭巴比提魔法弄到身體膨脹爆炸而亡。死后阎魔王被判下地狱。
名字沒有官方說法，一般推測是是日語中的「李子」（スモモ）加上「桃子」（peach）。
亞摩
聲：龍田直樹（Z）→高戶靖廣（改）
被巴比提操縱成為部下的地球人，被巴比提命令收集讓魔人普烏復活的能量，為了收集能量跟史波迪參加第25屆天下第一武道會尋找有強大能量的人。拿到能量後被當成棄子遭菲菲消滅。死后被阎魔王判下地狱。
名字沒有官方說法，一般推測是是日語中的「闇」或「山藥」（ヤム芋）。
諾克（ノック）
聲：結城比呂
第28屆參賽者之一，在場外挑釁達爾結果被打飛，沒能上場。
名字來自拳擊術語「擊倒」（ノックアウト, knockout）。
歐特克斯基（オトコスキー）
聲：塩屋浩三
第28屆參賽者之一，喜好男色。
名字意思就是「喜歡男人」（男好き）。
炸雞隊長（キャプテン・チキン）
聲：鈴置洋孝
第28屆參賽者之一，以正義者自居。
名字來自美國漫畫人物「美國隊長」（キャプテン・アメリカ, Captain America）。
喀拉諾（キラーノ）
聲：古川登志夫
第28屆參賽者之一。
名字來源也是英文「殺手」（killer）的片假名。
猛血虎（もう結構）
聲：幸野善之（Z）、荒井聡太（改）
第27與第28屆參賽者之一，最後被潘打敗。
名字來自鳥山明老師的抱怨「七龍珠已經畫夠了」（ドラゴンボールはもうけっこう）。
烏普
聲：浦和惠（Z、改）、私市淳（GT）、袁淑珍（童年）；梁偉德→鄺樹培（成年）（香港）
「惡」普烏的靈魂經由閻羅王的淨化為善人而投胎轉世的地球人。

### 賽亞人
貝吉塔（ベジータ）、達爾（少快、東立早期、衛視中文台）、貝吉達（超、衛視中文台、東立）
聲：堀川亮、官志宏（衛視中文台）
達爾行星的王子，初登場為反派，隸屬於弗利沙，為了龍珠跟那霸一起來到地球，殺害過孫悟空的夥伴，结果孙悟空等人联手击败。在那美克星上为了得到七龙珠而反抗弗利沙，一度被杀死，后來被波波先生用地球的龍珠复活。後期移居到地球，因为有了家庭和受到在悟空等人的影響而改邪歸正成為同伴。
名字來自英文蔬菜的片假名（ベジタブル, bejitaburu）前半段。
塔布爾（ターブル）
聲：森田成一
於2008年播映的特別片動畫「七龍珠 唷！孫悟空與夥伴們歸來了！！」（ドラゴンボールオッス!帰ってきた孫悟空と仲間たち!!）出場，達爾的弟弟。
名字來自英文蔬菜的片假名（ベジタブル, bejitaburu）後半段。
個性溫和，不適合戰鬥而被放逐，成年後聽說弗力扎被打倒於是前往地球尋找哥哥求助對抗弗力扎的殘黨，眾人聽到貝吉達有弟弟大吃一驚。
劇場版《七龍珠：神與神》中提到他已經離開地球去別的星球，連貝吉達也不知去向。
那巴、拿帕（衛視中文台）
聲：飯塚昭三（Z）→梁田清之（GT）→稻田徹（改）
達爾的部下，刚到地球时无人能敌，但是最後因为被复活后赶来的孙悟空打成重傷，而被達爾殺死。
動畫《七龍珠GT》原創劇情中從地獄回到人間，以自身爆炸力摧毀一座城市，不料被及時出現的達爾再度殺死。
名字來自日文菜葉（菜っ葉）的片假名。
拉帝茲（ラディッツ）
聲：千葉繁
悟空的哥哥，性格冷酷和卑劣，來地球是為了拉攏自己的弟弟加入他們，見孫悟空不妥協於是脅持孫悟飯來威脅，比克與孫悟空合作依然打不過他，最終被悟空一起同歸於盡遭比克的魔貫光殺砲而亡。
名字來自小的紅蘿蔔（ラディッ, radittsu）。
巴达克（バーダック）
聲：野澤雅子
在動畫中先登場，人物設計是鳥山明老師，後來也出現在漫畫《銀河巡警JACO》中。
達爾行星的賽亞人，悟空和拉帝茲的父親，動畫原創中原本的小隊被弗利沙等人滅團並得知弗利沙打算滅掉賽亞人後一個人挑戰弗利沙，最後死於達爾行星的爆炸之中。但在龍珠的《巴達克外傳》中，達爾行星爆炸後他沒有死去，反而因爆炸進入時空隧道回到仍未被賽亞人佔領而改名前的普蘭特行星（惑星プラント），並在那兒變身成超級賽亞人，擊敗想要佔領普蘭特行星的弗利沙祖先宇宙海賊齊爾德（チルド），超級賽亞人傳說從此在弗利沙一族流傳。
《銀河巡警JACO》和《龍珠超》大幅修改巴達克的人設和個性，如巴達克與姬聶是少數戀愛結婚的賽亞人，個性受姬聶影響而比較天真。
40年前賽亞人曾經與弗利沙軍進攻西利亞爾星，巴達克發現倖存的葛拉諾拉和妙姿利母子一時心軟救下他們，但是行蹤被西塔的人發現，巴達克為了掩護葛拉諾拉他們與西塔一族的人決鬥，最後逆轉勝了對方後離開西利亞爾星。幾年後洞察到弗利沙的陰謀後與姬聶將三歲的孫悟空送往地球，沒多久就抵抗弗利沙，隨後死於貝吉塔行星的爆炸。
名字意為「牛蒡」（Burdock）。普蘭特意即「植物」（plant）。齊爾德意即「冷藏」（chilled）。
托瑪
聲：曽我部和恭
於1990年特別篇動畫「たったひとりの最終決戦 〜フリーザに挑んだZ戦士孫悟空の父」出場，巴達克屬下之一。巴達克小隊的人物設計皆來自鳥山明。
名字來自日文「蕃茄」（トマト, tomato）的前半段。
賽麗芭（セリパ）
聲：三田ゆう子
於1990年特別篇動畫「たったひとりの最終決戦 〜フリーザに挑んだZ戦士孫悟空の父」出場，巴達克屬下之一。
名字來自日文「荷蘭芹」（パセリ, paseri）的倒装，臺灣俗稱「香菜」。
胖普京（パンブーキン）
聲：渡部猛
於1990年特別篇動畫「たったひとりの最終決戦 〜フリーザに挑んだZ戦士孫悟空の父」出場，巴達克屬下之一。
名字來自日文「南瓜」（パンプキン, panpukin）。
托特波（トテッポ）
聲：鹽屋浩三
於1990年特別篇動畫「たったひとりの最終決戦 〜フリーザに挑んだZ戦士孫悟空の父」出場，巴達克屬下之一。
名字來自日文「馬鈴薯」（ポテト，poteto）的倒装。

### 納美克星人
波倫加（ポルンガ）
納美克星上神龍的名字，可以許三個願望。前期一次願望只能復活一人（可無限次數復活，壽盡和病逝除外），後期升級後可多人復活。
名字由來不明，鳥山明老師說他忘了。
天天、丹丹（東立）
聲：鈴木富子（Z）、優希比呂（GT）→平野绫（改、超）、楊凱凱（衛視中文台）
納美克星人的小孩，大長老的第108個後代。在居住村莊遭受弗力札等人襲擊時被悟飯和克林所救，後來大長老激發他的潛在能力「完全體力恢復」，之後到地球繼承神的位置使龍珠復活。
名字來自日語中蝸牛的別名「でんで虫」。
卡魯科（カルゴ）
納美克星人的小孩，丹丹的弟弟，最長老的第109個後代，遭弗力札殺害。之後隨著眾人復活，但漫畫與動畫都未曾再提及。
名字來自日文「法國蝸牛」（エスカルゴ, escargot）。
尼爾
聲：森功至（Z）→楠大典（改）
負責守在大長老身邊的唯一戰鬥型納美克星人，長的與比克相似，為了讓丹丹到悟飯等人那裡說明納美克星龍珠許願方法而與弗利沙戰鬥並拖延時間，最後在臨死前與復活到納美克星的比克同化。
名字來自日語中蝸牛的英文（スネイル, snail）。
大長老（最長老）
聲：瀧口順平（Z第53話~第75話、改）、佐藤正治（Z第100話~第105話）
龍族納美克星人，巨人般的身材、頭腦清晰、預知能力、讓人的潛在能力引出來等。似乎掌管整個納美克星，最后在地球上安詳辭世。
穆里長老（ムーリ長老）
聲：あずさ欣平（Z）、西尾德（Z第100話）→田中亮一（改）
原是丹丹的村子的長老，最初出生的孩子。因最長老已逝而繼承為新任大長老。沒有怪罪追究曾經殺害他們同胞且改過自新的貝吉達。
在《龍珠超》的銀河巡警囚犯篇中遭到莫洛的部下克蘭貝里殺害，後來維護和平之後再度復活。
與地球神的父親卡達茲（カタッツ）的名字合起來就是蝸牛的日文（カタツムリ）。
茲諾長老（ツーノ長老）
六長老之一，遭到貝吉達殺害，一度讓改邪歸正的貝吉達對此事耿耿於懷。
名字在日文中意為「蝸牛的角」（ツノ）。

### 弗利沙軍團
弗利沙、弗力札（東立）、比拉夫（少快）、飛里沙（少快）
聲：中尾隆聖
克魯德大王的兒子，納美克星篇的主要敌人，凶残狡诈，毁灭赛亚人的達爾行星。想通过七龙珠来长生不老，擁有三次變身能力，在故事中有出現多種形態登場。来地球之后被特兰克斯杀死，死后和其手下一起被判下地狱。在劇場版《七龍珠：復活的F》被索洛貝用地球的龍珠復活，為了向孫悟空復仇進行四個月的訓練，練就出新形態“黃金弗力扎”，但是在沒有完全適應新形態的情況下跑去復仇而被擊敗，被孫悟空送回地獄。在龍珠超的宇宙生存篇的最後與悟空合作擊倒吉連第七宇宙才能存活，因此立下大功被破壞神比魯斯賦予獎勵由嚮導天使維斯將其復活。
葛拉諾拉篇時在佔領的星球發現當地也有精神時光屋，為了不想再敗給賽亞人再次鍛煉出新形態“黑弗力扎”，但不想重蹈覆轍又修煉了十年。修煉完畢前往西利亞爾星將想要謀害他的艾列克與賈斯除掉，又用新形態將孫悟空與貝吉達揍一頓後離去。
名字諧音自冰箱（フリーザー, Freezer）。
克魯德大王（コルド大王）、柯魯多（衛視中文台）
聲：郷里大輔（Z）→大友龙三郎（改）、于正昌（衛視中文台）
弗利沙的父親，带着复活后的弗利沙一起来到地球，最後企圖想招募特南克斯反而被他殺害。死后被判下地狱。
曾告誡過弗利沙千萬不能開罪魔人布歐和破壞神比魯斯。
《七龍珠：復仇的F》中弗力扎認為父親太囂張，不用將他復活也沒關係。
名字諧音自寒冷（コールド, cold）。
吉多拉（キュイ）、基紐/基羅（衛視中文台）
聲：戶谷公次（Z）→今村直樹（遊戲）→竹本英史（改）
弗利沙的部下，菁英戰士，達爾的勁敵，自認自己比貝吉達強，在納美克星要除掉背叛弗利沙的貝吉達，結果反過來被實力大增的貝吉達消滅。
名字諧音自奇異果（キウイ, kiwi）。
尚波
聲：速水獎（Z）→三浦祥朗（改）
弗利沙的心腹，女相男身，擁有提高戰鬥力的變身能力（本人不喜歡醜陋外觀）。為了要追尋龍珠下落死達爾發生戰鬥，起初不敵達爾，後來使用變身能力提高戰鬥力將達爾打成重傷。由達爾昏迷無法進行審問龍珠下落，弗力沙下令他將送入醫療艙治療，發現治療完畢後的達爾逃脫橫，尚波趕緊追擊，但遭到達爾暗算受重傷後殺死。
名字諧音自柚子（ザボン, 葡萄牙語zamboa）。
多多利（ドドリア）、多利亞（衛視中文台）
聲：堀之紀（Z）→長嶝高士（改）
弗利沙的心腹，為了追擊帶著天天逃走的悟飯和克林時，遇上貝吉塔而被消滅。
名字諧音自榴槤（ドリアン, durio）。
亞普
聲：真地勇志（Z）→(Z)、吉水孝宏（改）
弗利沙的手下，受命聯絡基紐特戰隊到納美克星支援，後遭治療完畢的達爾打死。
名字諧音自蘋果（アップル, apple）。
歐連（オーレン）
聲：田中和実（Z）、沼田祐介（改、遊戲《異戰》）
只在動畫中登場，與亞普同族。受到弗利沙命令進行探勘時，發現了遭到達爾消滅的村子。漫畫中原本是由亞普發現。
名字諧音自柳橙（オレンジ, orange）。
布魯貝利（ブールベリ）
聲：佐藤正治
只在動畫中登場，受到弗利沙命令去搜索龍珠時，順利抓到布瑪與四星球，但最後遭她騙到海底被巨大螃蟹吃了。
名字諧音自藍莓（ブルーベリー, blueberry）。
拉茲貝利（ラーズベリ）
聲：山口健（Z）、桐本琢也（遊戲《異戰》）
只在動畫中登場，與布魯貝利一同行動，也一起喪身蟹腹。
名字諧音自覆盆子（ラズベリー, raspberry）。
基紐、奇紐（東立）
聲：堀秀行（Z）→小西克幸（改、超）
弗利沙的部下，基紐特戰隊（ギニュー特戦隊）的隊長，率領隊員有利克姆、巴特、契士、古魯。擁有交換身體（ボディチェンジ）能力，後來要和達爾互換身體時卻被悟空投出的青蛙互換身體。在動畫版七龍珠超「黃金弗利札篇」也有以青蛙姿態登場。
過去曾與沙烏薩爭奪克維拉機甲戰隊隊長之位以落選告終。此外，其交換身體前的真面目除了沙烏薩外無人知曉。
名字為「牛乳」的片假名（ギニュー）。
契士、捷斯（衛視中文台）
聲：田中和實（Z）→岸尾大輔（改）、王慕航（衛視中文台）
基紐特戰隊的隊員之一，號稱紅色岩漿，最後被達爾消滅。死后和他的伙伴一起被打进地狱。
小時候是棒球隊的皇牌投手。
名字意為「起司」（チーズ, cheese）。
巴特
聲：岸野幸正（Z）→小野坂昌也（改）、于正昌（衛視中文台）
基紐特戰隊的隊員之一，號稱速度宇宙第一，與拉蒂茲戰鬥被殺。
小時候時常被母親逼去做跑腿，因而練就號稱宇宙第一的速度。
名字意為「奶油」（バター, butter）。
利克姆（リクーム）、里克姆（東立）、力高（衛視中文台）
聲：内海賢二（Z）→佐佐木誠二（改）、官志宏（衛視中文台）
基紐特戰隊的隊員之一，破壞力是特戰隊之中最強的，與悟空戰鬥被打昏時遭到達爾所殺。
小時候是芭蕾舞蹈員。
名字意為「奶霜」（クリーム, cream）的重組。
古杜、古魯（東立）
聲：鹽屋浩三（Z）→高戶靖廣（改）、于正昌（衛視中文台）
基紐特戰隊的隊員之一，戰鬥力很弱但擅長用時間暫停，與悟飯和克林戰鬥時被達爾偷襲殺害。
小時候曾使用過自己的能力掀女性的裙底。
名字意為「優酪乳」（ヨーグルト, yogurt）。
利特星人（リット星人）
漫畫中只有提到名字。達爾在為克林、悟飯找戰鬥衣時，只有小個子的利特星人尺寸合用。
名字諧音自「小」（リトル, little）。

### 人造人
蓋洛博士（ドクター・ゲロ）、可羅博士（衛視中文台）
聲：矢田耕司
海德博士的祖父，紅領巾軍的天才科學家，紅領巾軍的兵器全部由他製造。最初是以征服世界為目的而研究人造人，紅領巾軍被悟空消滅後，目標便轉成向悟空復仇，透過微型蟲型機械調查悟空等人的戰鬥並取得他們的基因製作賽魯。為了使自己變得強大並且得到永生便將自己改造成能源吸收式人造人「20號」（人造人間20号），但最後遭17號殺害。死后被阎羅王判下地狱。
畢生夢想是製造一個終極人造人，對他而言17號是他內心認定的終極人造人，因為據他表示本來17號就應該擁有凌駕在賽魯之上的強大力量。
名字來源不明，一般推測是來自英文「老年學」（gerontology）頭兩個「發音」的轉寫。
有兩個兒子，其中一個因車禍過世，另一個則當紅領巾軍的士兵，但在一次槍戰中陣亡。
16號（人造人間16号）
聲：緑川光
蓋洛博士以自己死去的兒子（按龍珠超第91話顯示，他的兒子的名字是Gevo）為原型所製造的永久能源式人造人，以殺死孫悟空為目標的完全型機械人。由於喜歡大自然與個性溫和等而無法控制，蓋洛視為失敗作品而封存打算以後重新改造，後來被17號＆18號釋放，最後被賽魯所破壞，也是啟發悟飯變身超級賽亞人2的關鍵。
17號（人造人間17号）
聲：中原茂、于正昌（衛視中文台）
蓋洛博士從人類改造的的永久能源式人造人，本名是拉彼斯（ラピス），與18號是雙胞胎姊弟，非常痛恨被蓋洛博士擅自改造，而不聽從他命令的失敗作品。有分未來時空和現代版，未來時空的17號與18號個性極度殘忍殺害不少人類，包含貝吉達、比克、悟飯等人，後來兩人均被強化實力後的特蘭克斯所殺。而現代版的17號據鳥山明在訪談中透露，17號在賽魯篇後去了王立自然公園的動物保護區成為一名懲治偷獵者的優秀保護官，甚至制服了七名重生後的賽魯少年而實力大增，之後和一位女性動物學者結婚，生有一子和兩個養子。為了報答當初克林向神龍許願將體內炸彈移除的恩情於是參加了力之大會。而在對抗莫洛篇亦再次登場協助。
動畫七龍珠GT再度登場，此時的他已經經過蓋洛博士的完全改善。而且還有兩個人，另一個17號為宇宙科學家—繆博士發明出來的(平行时空剧情）。
18號（人造人間18号）
聲：伊藤美紀、楊凱凱（衛視中文台）
生日：艾紀735年
血型：O
蓋洛博士從人類改造的的永久能源式人造人，本名是拉姿莉（ラズリ），和17號同樣痛恨被蓋洛博士擅自改造，同樣不聽從他命令的失敗作品。有分未來時空和現代版，未來時空的17號與18號個性極度殘忍殺害不少人類，包含貝吉達、比克、悟飯等人，後來兩人均被強化實力後的特蘭克斯所殺。現代版則是賽魯遊戲後目睹克林使用願望將他們體內炸彈拆除，之後嫁給克林，和克林育有一女瑪蘿。超級英雄篇已將頭髮剪短。
19號（人造人間19号）
聲：堀之紀（Z、改）、稲田徹（GT）
蓋洛博士製造的能源吸收式人造人，屬於完全型機械人，能完全聽從命令的成功作品。最後被達爾所殺。
賽魯、西魯（衛視中文台）
聲：若本規夫、官志宏（衛視中文台）
蓋洛博士地下秘密電腦研究所製造的人造人，是正牌的生物而不是機器人。身體細胞來自悟空、達爾、比克、克魯德大王、弗利沙等人。擁有再生能力，尾巴末端呈針狀，可隨意控制針孔大小來吸收生物獲得生體能量，必須吸收人造人17號＆18號才能成為完全體，完全體賽魯能產下「賽魯.Jr」（セルジュニア，聲：沼田祐介）。被消灭后被阎羅王判下地狱。
名字來自英文「細胞」的片假名（cell）。

### 神、魔與外星人
閻羅王（閻魔大王）
聲：郷里大輔（Z、GT、改）→大友龙三郎（改--魔人布欧篇、超）
陰界的掌管者。
北界王（北の界王）
聲：八奈見乘兒（Z、GT、改、超 第1话~第11话）→龍田直樹（超 第12话~）、官志宏（衛視中文台：新七龍珠）
負責管理北銀河的界王，和寵物巴布（バブルス，聲：龍田直樹）與古雷格利（聲：三ツ矢雄二，限動畫）住在蛇道（蛇の道）盡頭的界王星。
巴布的名字來自麥可·傑克森養的黑猩猩「泡泡」（Bubbles）。
布雷哥利（グレゴリー）
聲：三ツ矢雄二（Z）、沼田祐介（改、超）
只在動畫中出場，與巴布一起在北界王身邊服務的蟲形生物，但只有一對手腳，悟空說他長得像蚱蜢。
名字來自英文蟋蟀（クリケット, cricket）。
南界王（南の界王）
聲：西尾徳（Z）、中博史（改）、于正昌（衛視中文台）
負責管理南銀河的界王，在漫畫中第一次出場與見到悟空是在魔人普烏篇，誇口說自己手下的帕波比他更厲害。動畫中則在北界王死時就與其他兩個界王一起出場慶祝北界王之死。
魔人普烏篇時帶帕波再次出場，提到悟空是地府武道大會的優勝，但因為大界王一直沒有依諾傳授武功而輕視他。在聽到悟空手腳各綁2噸鉛塊訓練時大吃一驚，但仍逞強說帕波能夠在天下一武道會打贏他，直到看到悟空變身成超級賽亞人，輕鬆應付手腳各綁10噸的鉛塊後託詞放棄參賽。
西界王（西の界王）
聲：島田敏、李猶龍（衛視中文台）
只在動畫中登場，是唯一沒戴太陽眼鏡而是戴單片眼鏡的界王。跟北界王是死對頭，個子跟他差不多，還敢當面說他笑話不好笑。在大界王星與北界王相遇發現他已經死掉而幸災樂禍，通知其他兩個界王一起慶祝，並提議舉辦武道大會紀念他。決賽時與北界王對賭，如果排骨飯輸，西界王星歸北界王，反之北界王就要成為他僕人。
東界王（東の界王）
聲：山本圭子、呂佩玉（衛視中文台）
只在動畫中登場，在北界王死時出場在他面前慶祝，外型為一中年女性。不管發生什麼事，都會找藉口找人賽車。對於悟空要參加地府武道大會一事感到不以為然，提出要悟空賽跑贏過她騎車才能參加。
大界王
聲：槐柳二、王慕航（衛視中文台）
動畫原創角色，但人物設計來自鳥山明。
五界王之首，外型是龐克風的老爺爺，實力遠遠高於其他四個界王，連北界王都沒看過他戰鬥時的樣子。因為很喜歡大型武術比賽，所以允許善良的武術高手在死後保有身體到大界王星修練，據說獲得認可的話他會親自指導武學。他承諾地府武道大會冠軍可以跳過修練直接由他授業。雖然最後悟空勝出，但大界王久疏鍛練，沒有自信能夠教悟空，於是故意說悟空與排骨飯都踩了天花板，違反第1351條大會規則「天花板視同地板延伸」而雙雙判輸。
蘑菇裁判（あの世一武道会アナウンサー）
聲：鈴置洋孝（Z196話 - 199話）、中尾良平（遊戲『Sparking!METEOR』）、李猶龍（衛視中文台）
動畫原創腳色，為了紀念北界王之死，西界王提議舉辦地府武道大會（あの世一武道会），每個銀河各選出四位高手互相比試。大界王同意，以親身傳授武功當作冠軍獎品。大會播報員造型是一個蘑菇頭，助手則是白蘿蔔頭與紅蘿蔔頭。
武道會名字「あの世」字義上為彼世（死後），但連起來諧音為「夜市」（あのよいち）。
排骨飯（パイクーハン）、拜高安
聲：綠川光、李猶龍（衛視中文台）
動畫原創角色，人物設計來自鳥山明，作畫則參考了比克。
西界王轄區內最強的高手，死後在大界王星上修練多年。賽魯死後帶領弗利沙父子在地獄大鬧，大界王派他去處理，排骨飯只用一招就制服三大魔頭，將他們關入大牢。
地府武道大會時與悟空爭奪冠軍。因為膚色是綠的而且也戴著重物修行，悟空說他感覺很像比克，最後遭悟空擊敗。
魔人普烏篇時在大界王星遇到入侵的惡普烏，差點連同大界王星一同被他消滅。
名字就是臺灣菜「排骨飯」的片假名拼法。
米可雷（ミゴレン）
聲：江川央生
動畫原創人物，長有狗頭的北銀河戰士，7000年前曾與兇惡的亞利安（エイリアン）戰鬥，死後獲得資格在大界王星修練。在觀看地府武道大會時很訝異悟空以新人之姿可以打入準決賽，覺得他有機會獲得大界王青睞。
名字來自印尼炒麵（ミーゴレン, mi goreng），亞利安則為異形（alien）之意。
沙提（サーテ）
動畫原創人物，北銀河戰士，3500年前在隕石掉落時保衛了他的家鄉，死後獲得資格在大界王星修練。外型是印度神明風格。
名字來自沙嗲（サテ, satay）。
奧力弗（オリブー）
聲：佐藤正治（Z196話 - 199話）、江川央生（Z270話）、川津泰彦（Z278話）、王慕航（衛視中文台）
動畫原創人物，與悟空一樣出身地球的北銀河戰士，據北界王說法現在神話中還保有他的名字。死後獲得資格在大界王星修練。地府武道大會前八強賽時對上排骨飯而打輸。
在魔人普烏篇中，飲茶遭到惡普烏殺害後靈魂到了北界王處，與奧力弗與奇多毛一起進行對戰訓練，讓久未活動的他從新燃起鬥志。（動畫原創劇情）
名字來自橄欖（オリーブ, oliver）。
查浦茶（チャプチャイ）
聲：田中一成、于正昌（衛視中文台）
動畫原創角色，東銀河戰士，個子很小，身長不到對手膝蓋高，善長速度戰，會使用類似「殘像拳」的招式，事實上是分身成七個人。在地府武道大會第一場戰鬥時分身互撞，因而輸給奧力弗。在阿柯亞也打輸後，跟所有選手一起被東界王罰跑大界王殿一萬圈。
名字來自印尼華人的炒菜料理（チャプチャイ, cap cai）。
靭強（ジンキョウ）
動畫原創角色，理著莫西干頭的褐色戰士，劇中沒有說明他所屬的銀河。在地府武道大會第二場戰鬥中敗給排骨飯。
奇多毛（キドモ）
動畫原創角色，北銀河戰士，外型是長有翅膀的大猩猩。地府武道大會第三場戰鬥時輸給東銀河的藍髮戰士。
在魔人普烏篇中與飲茶、奧力弗一起練武。（動畫原創劇情）
名字來自擬螳螂螳蛉（モドキ）。
凱塔皮（キャタピー）
聲：川津泰彦、王慕航（衛視中文台）
動畫原創角色，南銀河戰士，外型是毛毛蟲，手可以自由伸縮，擅長的攻擊招式是搔癢。在地府武道大會時對上悟空，決定變身應戰。但變身成繭後要一千兩百年才會孵化，大界王等不下去直接判定悟空獲勝。
名字來源就是毛毛蟲（キャタピラ, caterpillar）。
塔比卡（タピカー）
聲：田中一成、呂佩玉（衛視中文台）
動畫原創腳色，西銀河戰士，特色是跑得非常快。但體力太差，在地府武道大會前八強賽對上托爾比時因為跑不動而認輸。
名字來源是木薯粉（タピオカ, tapioca）。
弗洛古（フーログ）
聲：川津泰彦、王慕航（衛視中文台）
動畫原創角色，南銀河戰士，地府武道大會前八強之一。外型是一隻穿著白長袍的蛙。地府武道大會前八強賽對上馬拉可時打不動他，決定讓肚子充氣到超級巨大好把對手擠出場，沒想到反被馬拉可舉起拋出場外。
名字來源就是青蛙（フロッグ, frog）。
阿柯亞（アークア）
聲：江川央生、呂佩玉（衛視中文台）
動畫原創角色，東銀河戰士，外型像是水棲動物，在水中才有戰鬥力，而且可讓任意地方變成水池。但在地府武道大會前八強賽時被悟空用龜派氣功轟出場，之後跟所有選手一起被東界王罰跑大界王殿一萬圈。
名字來源是水生（アクア, aqua）。
托爾比（トルビー）
聲：江川央生、官志宏（衛視中文台）
動畫原創角色，南銀河戰士，穿著紅色的蟲殼盔甲。地府武道大會準決賽時輸給排骨飯。
名字來源就是甲蟲（ビートル, beetle）。
馬拉可（マーライコー）
聲：田中一成、官志宏（衛視中文台）
動畫原創角色，西銀河戰士，外型是紫色怪獸。地府武道大會準決賽時被悟空踢中下體拋出界外。
名字來源意為馬來糕（マーライコー）。
帕波（パポイ）、派柏（衛視中文台）
在漫畫中只有提到名字，動畫中則是在魔人普烏篇時，跟隨南界王一同觀看悟空為天下第一武道會鍛練，是身材高大滿身肌肉的巨人，據南界王說是南銀河兩千年以來最偉大的英雄。
帕波的名字來自著名美國卡通人物卜派（ポパイ, Popeye）。
辛恩
聲：三ツ矢雄二（Z、改）→太田真一郎（超）、小林由美子（DAIMA，迷你界王神）
負責管理東宇宙的界王神，稱為東界王神（東の界王神）。初登場為了阻止魔人普烏復活和隨侍吉比特一起參加第25回天下第一武道會。《七龍珠超》中得知辛恩們為第七宇宙的界王神，漫畫版得知本人曾是大界王神的弟子。
名字發音就是「神」。
吉比特（キビト）、基德（衛視中文台）
聲：青森伸
辛恩的隨侍，使用瞬間移動和治癒等能力。
名字來自日文的「隨從」（付き人, つきびと）。
一度被懷疑是黑悟空的真實身份。
老界王神
聲：野本禮三（Z、GT）→田中亮一（改、超）、王慕航（衛視中文台）
辛恩的15代前的祖先，曾經也長相清秀，但被一個女巫用耳環合體後就變得貌寢。因惹恼破坏神比鲁斯而被封印在了界王神剑裡，直到界王神剑被孙悟饭弄断才重获自由。老界王神为正义势力们提供过多次指导和帮助，曾引发孙悟饭身上的潜力，并将自己的生命给了孙悟空，后在那美克星神龙波倫伽的愿望下复活。大特南克斯的時空裡的老界王神在「未來特南克斯篇」因界王神剑被達普拉完全毀滅而陣亡。
吉比特界王神（キビト界王神）、界王神基德（衛視中文台）
聲：三ツ矢雄二（Z、改）→太田真一郎（GT、超）、于正昌（衛視中文台）
辛恩與吉比特透過界王神的秘寶「波特拉」(耳環)（ポタラ）合體出現的角色。
由於辛恩是界王神，一旦用「波特拉」合體就再也變不回來，在龍珠超的劇情使用納美克星的龍珠許願要求變回兩個人。
巴比提（バビディ）
聲：八奈見乗兒（Z、GT）→岛田敏（改）
比比提（ビビディ，聲：田の中勇（Z）→龍田直樹（改））的兒子，同樣是邪惡魔導師，企圖讓魔人普烏復活來支配宇宙，最後被反意的魔人普烏所殺。死后和其手下（达普拉除外）一起被判下地狱。
巴比提、比比提、普烏名字來自迪士尼卡通「仙履奇緣」中，神仙教母將南瓜變成馬車時所唸的咒語「Bibbidi-bobbidi-boo」（ビビデバビデブゥ）。
達普拉（ダーブラ）
聲：大友龍三郎
黑暗魔界之王，被巴比提魔法操縱成為部下，唾液有石化效果，最後被魔人普烏變成餅乾吃掉而亡。因为地狱和他之前居住的魔界一样，阎魔王将他送入了天堂，最後變成了好人。
名字來自魔術師常唸的表演咒語「abracadabra」（アブラカタブラ）。
菲菲
聲：麻生智久（Z、改）、里內信夫（GT）
巴比提的部下，出身在重力為地球10倍的茲恩行星（惑星ズン）的戰士，最後被達爾消滅。
名字來自日語中用以安撫孩子的常用語「ちちんぷいぷい」，在娛樂作品中常被當成咒語使用。茲恩就是漢字「重」的音讀（ジュウ）。
亞根
聲：幸野善之
巴比提的部下，在黑暗行星（暗黒惑星）成長的魔獸，有吸食光源的能力，最後吸食過多悟空的光源導致身體膨脹爆炸而亡。
名字來自赤塚不二夫的漫畫《ひみつのアッコちゃん》，主角變身時會喊：「テクマクマヤコンテクマクマヤコン～『角色名字』になあれ」！
魔人普烏（魔人ブウ）
聲：鹽屋浩三、官志宏（衛視中文台）
巴比提的父親比比提所製造出來的魔人。分為「善」普烏和「惡」普烏（主要敵人）。
托歐魯（トオロ）
於1990年特別篇動畫「たったひとりの最終決戦 〜フリーザに挑んだZ戦士孫悟空の父」出場，遭巴達克消滅的卡那沙星人。
卡那沙星人（カナッサ星人）是日文魚（さかな）的反寫，托歐魯名字來自日文「鮪魚」（トロ）。另外在同作品中被托瑪消滅的米特星人（ミート星人）則是日語中的「肉」（meat）。
亞德拉特星人（ヤードラット星人）
母星受到基紐特戰隊凌虐，因感激打敗他們的悟空而教他瞬間移動，原作中並沒有提及太多細節，直到《七龍珠超》時才再度出現，達爾為了學習能夠對抗莫洛的法術而前往拜訪。
名字來源有多種猜測，但沒有官方說法。英文譯作「院子裏的老鼠」（yardrat）。

## 七龍珠GT
經集英社授權，在東映、東映動畫、富士電視台及贊助商等在製作改編的動畫影集《七龍珠(動畫)》《七龍珠Z》系列之後，緊接著製播的原創後續續集。GT的事件和經歷被收錄在以下三本官方書籍，被收錄於七龍珠主要故事及歷史年代記。
1. 七龍珠 超全集3 「ANIMATION GUIDE PART2」－集英社、2013年4月4日、ISBN 978-4087824988
2. 七龍珠 超全集4 超事典－集英社、2013年5月9日、ISBN 978-4087824995
3. 七龍珠 超史集－集英社、2016年1月21日、ISBN 4-8342-1524-5。

七龍珠大全集7－集英社、1996年2月25日、ISBN 978-4087827576。於GT播放前一日(1996年2月6日)鳥山明接受採訪
「關於七龍珠新的電視動畫系列，您參與了哪些？」　
鳥山明答道「一點兒。我審閱東映動畫公司的故事大綱，並提點建議。此外，我畫一些人物設計跟概念圖。但是真的很有趣，有一種"啊，原來可以這麼做"的感覺，東映動畫的各位，每個人真的都為此絞盡腦汁，我覺得悟空被變成小不點會讓他們相當地頭疼。有了這個故事，我甚至有可能再繼續漫畫的連載，雖然我不打算繼續畫漫畫。（笑）」
1. 鳥山明在2005年發行的《日語：》的留言中提到「如果各位能和我一起開開心心地欣賞原作七龍珠壯闊的外傳故事"七龍珠GT"，那將是我一大榮幸！」。

吉魯、小吱吱（香港）
聲：里内信夫（日本）；孫中台【ep.1-26】→符爽【ep.27起】（台灣）；雷碧娜（香港）
在伊美加星球的時候，不小心將孫悟空等人攜帶的龍珠雷達給吃下去了，所以跟他們一起行動。其實他是繆博士的手下，後來成為孫悟空一行人的同伴。他以機械為主食並且恢復能源，後來被貝比破壞，經過特南克斯維修又再次復活。他和小芳感情十分要好，製造編號為：DB4649T2006RS，是內藏龍珠雷達的機器人。
利爾德將軍、尼路將軍（香港）
聲：梁田清之（日本）；符爽（台灣）；陳永信→鄺樹培（香港）
繆博士的部下，行星M2的掌管者,大約在Age760-770年，原是外星人的利爾德被繆博士加以改造誕生成最強的突變體機器人，旗下則有美克佳能西格瑪部隊（メガキャノンΣ, mega-canon sigma），可以與之合體變成超級利爾德將軍。繆博士死後遭貝比附身，意圖阻撓悟空們離開行星M2，反被悟空們攻擊而亡。終極人造人篇中透過地獄之門往現世而復活，但最後被烏普消滅。
名字是英語鑽頭的片假名轉寫（ドリル, drill）。
鎳鋅
聲：佐藤浩之
紅色身體的高個機器人，擔任戰隊隊長，機動力強。
名字意為螺絲（ネジ）。
鈹絲
聲：稲田徹
身著紫色褲子的巨大機器人。
名字意為小的十字螺絲（ビス, vice）。
鋰特
聲：永田一朗
藍色身體的小個機器人。
名字意為鉚釘（リベット, rivet）。
鈉德）
聲：山田真一
綠色身體的小個機器人。
名字意為螺帽（ナット, nut）。
繆博士
聲：曽我部和恭【電視版】／増谷康纪【遊戲版】（日本）；符爽【ep.13-15】→孫中台【ep.16-22】→王慕航【終極人造人篇】（台灣）；陳曙光（香港）
宇宙的邪惡天才科學家，製作吉魯的人。最後被寄生在體內的貝比破體而死。死後為了向悟空復仇而和蓋洛博士聯手開發新17號，最後被違抗命令的超級17號殺死。
名字來自變種的字首（ミュータント, mutant）。
貝比、小子（香港）
聲：沼田祐介（日本）；符爽【ep.22-26】→王慕航【ep.27起】（台灣）；袁淑珍→陳卓智（香港）
從繆博士身體破體而出，寄生在利爾德將軍身上後被悟空三人擊敗。之後悟空他們繼續出發尋找龍珠，在一艘破太空船上找到了一星球和重傷的男孩，將之帶到比德魯星球（医療惑星ピタル）治療後，發現他居然又是貝比，從此開啟與貝比的漫長戰鬥。貝比的真面目是被賽亞人消滅的茲夫爾人所創造出來的寄生型生物，細胞裡面有茲夫爾王的基因。他的出生目的有二：讓茲夫爾人復活，以及向賽亞人復仇。最強的絕招是復仇死亡彈，可以說是邪惡版的元氣彈以及超級究極砲等等。最後在乘坐太空船逃亡時，被變身為超級賽亞人4的悟空用龜派氣功連人帶船推進太陽之中消滅。
茲夫爾人（ツフル人）是「水果」(フルツ, Fruit)的反寫。貝比就是「baby」之意。「惑星ピタル」則是英文醫院（ホスピタル, Hospital）的轉寫。
超級十七號
聲：中原茂（日本）；張文俊（台灣）；魏惠文（香港）
是蓋洛博士的人造人開發技術與繆博士機器融合理論結合下來的產物。有將能量源像機關槍一樣射出去的閃光爆炸，還有把黑色能源結晶放射出來的電擊地獄球。當人造人十七號與地獄新十七號合體成為超級十七號時，他的服裝跟外觀也有很大的變化！←手掌心是能源吸收裝置，他就是用這個吸收戰士們的氣。
黑煙龍
聲：郷里大輔【電視版】／稻田徹【遊戲版】（日本）；符爽（台灣）；陳欣（香港）
真正的敵人…那就是七龍珠啊！七龍珠本來只能在一百年內使用一次而已。然而，從《七龍珠》的故事開始到現在，孫悟空他們在短短五十年內反覆地使用七龍珠好幾次，所以七龍珠裡面積累了許多負能量。這個負能量不僅讓七龍珠產生裂痕，而且還打破七龍珠跑出來變成了黑煙龍想要消滅地球和宇宙，可以說是史上最強的敵人，隨即化成了七條邪惡龍分散到地球的各個地方。每一隻邪惡龍身上的某處，一定都有一顆七龍珠。
一星龍
聲：柴田秀勝（日本）；王慕航（台灣）；黃子敬→盧國權（香港）
負能量是由『弗利沙及其部下所殺害的生物復活』產生出來。他是七龍珠GT中最後的敵人，擁有凌駕於其他邪惡龍的力量。七龍珠本來是用來實現願望的，但是他只有一個目標，那就是摧毀宇宙所有的生命，讓整個宇宙淪陷在黑暗之中。在接收六顆七龍珠後變身成為超級一星龍，變成超級一星龍的他擁有所有邪惡龍的能力及力量。最後孫悟空集結地球中所有倖存生命的願望，以及受到掌管宇宙的界王們和宇宙中所有朋友的幫助下，成功聚集巨大的元氣彈打敗超級一星龍。
二星龍
聲：茶風林（日本）；王慕航（台灣）；陳曙光（香港）
負能量是由『烏帕的爸爸因為被桃白白所殺，而用龍珠復活』所產生出來。能力封鎖對方能量。最後被悟空和小芳聯手消滅。
三星龍
聲：鹽澤兼人【電視版】／置鮎龍太郎【遊戲版】（日本）；王慕航（台灣）；梁耀昌（香港）
負能量是由『向神龍許願洗去世人對普烏的恐懼記憶』產生出來。四星龍的大哥，性格卑鄙和冷血，能力冰極光線。最後被悟空的龍拳消滅。
四星龍
聲：山口健【電視版】／増谷康纪【遊戲版】（日本）；符爽（台灣）；黎偉明（香港）
悟空爺爺遺物，負能量是由『 比克大魔王為求回求返老還童而向神龍許願』產生出來。性格光明正大，跟悟空正當對決時遭一星龍暗殺身亡，因悟空的關係而復活向一星龍復仇，最後被一星龍用寄生能力奪取身體而亡。
五星龍
聲：鈴置洋孝【電視版】／真殿光昭【遊戲版】（日本）；張文俊（台灣）；梁耀昌（香港）
負能量是由『達爾入侵地球而用龍珠令孫悟空復活』產生出來。能力電擊光線、電氣黏液。最後被悟空消滅。
六星龍
聲：大友龍三郎〈龍〉、勝生真沙子〈公主〉（日本）；王慕航〈龍〉、鄭仁君〈公主〉（台灣）；李錦綸〈龍〉、黃鳳英〈公主〉（香港）
負能量是由『阻止比拉夫用龍珠統一世界，烏龍許願要女孩子的內褲』產生出來。但本人對自己誕生的原因感到相當羞恥，擁有公主和龍的姿態，能力龍捲風波。最後被悟空和小芳聯手消滅。
七星龍
聲：青森伸（日本）；符爽（台灣）；陳永信（香港）
負能量是由『達爾殺死武術會場的人，飲茶向神龍許願把除了壞人以外的人』產生出來。能力寄生、地震波光。最後被悟空消滅。

## 七龍珠超
《七龍珠超》是《七龍珠》的漫畫作者鳥山明親自原案的全新故事，補足原作的第517話「大團圓之後」當中的空白故事。
1. 單行本第42卷，第209頁與第210頁之間。
2. 完全版第34卷，第195頁與第196頁之間。

或是經集英社授權，並有由東映、東映動畫、富士電視台及贊助商等製播的電視節目
1. 《七龍珠Z》

第288話「悟空遲到了!大家的宴會」
第289話「我是小芳!悟空當上爺爺!」之間。
1. 《七龍珠改 #魔人普烏篇》

第157話「真不愧是最強!!孫悟空消滅魔人普烏」。
第158話「10年後… 久違的天下第一武道大會!」之間。
從《七龍珠Z劇場版：神與神》開始的系列故事，宣稱時間點介於Z與GT間，但後來與GT劇情完全偏外而設定新劇情。電視版由2015年7月開始播映；漫畫版則於8月開始連載，畫家是丰太郎，並由鳥山明老師親自改稿協助。
比魯斯（ビルス）
聲：山寺宏一（日本）；陳彥鈞（台灣）
第七宇宙的破壞神。象帕的孿生哥哥，過去曾將老界王神封印到界王神劍。其力量無人能敵，悟空在界王星向他發起挑戰過，面對悟空的攻擊祂無須回擊，只須閃躲即可，並在點了穴道之後直接讓悟空使不上力，徹底倒地不起。喜愛美食，曾經誓言要毀滅地球，但最後並沒有真的破壞地球。地球被弗利沙毀滅後和維斯把時間倒退令悟空成功打敗弗利沙，更說想不到自己身為破壞神會保護地球。雖然數次說要毀滅地球，但與象帕的對話可知，對自己掌管的第七宇宙裡有非常多美食的地球而自豪，本人經常來到地球時受到布瑪的美食招待，藉此換取地球的和平。最早登場於《七龍珠Z 神與神》。角色造型由鳥山明設計。名字来源為啤酒。
維斯
聲：森田成一（日本）；何志威（台灣）
第七宇宙的嚮導天使，比魯斯的隨從兼師父，職責是監督破壞神的工作，而且是由眾宇宙之首直接派出的，必須定時向大神官提交工作報告，維斯表示可以教導人類武術但基本上天使不能參與戰鬥立場也要隨時保持中立，天使一旦戰鬥就會消失。其知識和力量皆在破壞神之上。擁有逆流時間的能力，在弗利沙毁灭地球后曾令時間倒退3分鐘（已是極限），協助孫悟空打敗弗利沙，也擁有死者甦醒的能力（不需要使用龍珠），同樣喜愛美食，總是有神秘的感覺。曾說界王神與破壞神是一對的，如果界王神死了同時破壞神也會死。維斯們是天使兼嚮導，負責服侍神，只要服侍對象的神死了，天使就會停止功能，直到下任的神接替才會繼續服侍。身分上可說是悟空和貝吉達的師傅。最早登場於《七龍珠Z 神與神》。漫畫版中提到自己的鳥「吉魯吉魯」在自己星球，疑似維斯們有自己的母星？名字来源為威士忌。
預言魚
聲：中川翔子（日本）；石采薇（台灣）
棲息在比魯斯宮殿的庭院，預言能百分之百說中的不可思議之魚。比魯斯與維斯需要時而呼喚來。
JACO/加克
聲：花江夏树（日本）；李景唐（台灣）
全名是「JACO·鐵里曼藤柏茲（ジャコ・ティリメンテンピボッシ）」，原為鳥山明老師另一部漫畫《銀河巡警JACO》的主角。銀河巡警隊成員，自稱是「超級菁英」，卻意外的很怕死。《銀河巡警JACO》結尾揭露該故事也屬於七龍珠宇宙：JACO接受銀河王委託務，將被送往地球的悟空擊落以保護地球和平。之後於劇場版動畫《七龍珠Z 復活的F》和系列漫畫登場。
名字由來是魩仔魚（ちりめんじゃこ）的縮寫（じゃこ）， 姓則是「風乾魩仔魚」（天日干ちりめん）。
達伊絲
聲：鶴弘美【第31话】（日本）；錢欣郁（台灣）
《銀河巡警JACO》的女主角，JACO的第二位地球人朋友，最後揭露是布瑪的姐姐。
名字意思是緊身褲(タイツ, tights)。
銀河王
聲：魚建（日本）；陳彥鈞（台灣）
銀河巡警的指導者，綠色的巨大章魚型外星人，頭頂戴著王冠，如果沒戴王冠代表裸體。同作者漫畫《銀河巡警JACO》的角色。悟空向他握手時總是握到他的「生殖器」和使用瞬間移動總是碰到他在洗澡。
祖諾
聲：園部啟一（日本）；何志威（台灣）
酷似福助娃娃的外星人，髮型為丁髷，知道任何一切的賢者。想讓祖諾回答問題必須要親吻本人一次才可以。
索魯貝（ソルベ）
聲：齋藤志郎（日本）；孫中台（台灣）
最早登場於《七龍珠Z 復活的F》。弗利沙軍餘黨的率領者，使用七龍珠和再生裝置讓弗利沙復活，曾被弗利沙的命令暗算悟空，最後被達爾反彈弗利沙的能量彈而炸死。追隨手下為塔格瑪（タゴマ，聲：中井和哉）和希索米（シサミ，聲：稻田徹）。
索魯貝名字諧音自雪酪（シャーベット, sherbet），希索米就是字母轉換後的沙西米生魚片（さしみ），塔格瑪就是字母轉換後的蛋（たまご）。
象帕
聲：岩田光央（日本）；孫中台（台灣）
第六宇宙的破壞神，比魯斯的孿生弟弟，与比鲁斯实力不相上下，且都喜爱美食。因为比魯斯把生日蛋糕上的果實给吃掉所以一直跟比魯斯為敌。角色造型由鳥山明設計。名字来源為香檳。
芭朵斯（ヴァドス）
聲：山口由里子（日本）；錢欣郁（台灣）
第六宇宙的天使，象帕的隨從兼师父，维斯的姐姐，跟維斯一样總是有神秘的感覺。名字来源為蘋果白蘭地。
弗瓦
聲：增谷康紀（日本）；李景唐【第六宇宙篇】→何志威【宇由生存戰篇】（台灣）
第六宇宙的界王神，身材肥胖和皮膚黃綠，介紹自己的第六宇宙的選手時比較自傲使老界王神厭惡。有自己的隨侍（フワの付き人，聲：田中一成）。在與第7宇宙格鬥比賽的時候，看到與悟空戰鬥得很快樂的希特而感到驚嘆。如果生氣起來就會脾氣暴躁。
波塔摩（ボタモ）
聲：高戸靖廣（日本）；孫中台（台灣）
第六宇宙的選手，外表看起來是一隻熊，全身無毛和黃色，卻有著讓一切物理攻擊都無效化的特殊能力。漫畫版中本人有耳朵光線和氣功波等能力。
弗洛斯特
聲：中尾隆聖（日本）；何志威（台灣）
第六宇宙的選手也是第六宇宙最強的拳鬥士，外表與弗力札相似，變身形態一樣，動畫版增加與加貝是維和組織成員同時也是宇宙帝王。初出場時表現得富正義感及善良，後來才得知其內心狠毒。在與比試靠著雙臂暗藏的毒針勝利，最後被達爾擊敗而失去意識被裁判們用擔架抬走（動畫版則是比賽後企圖偷取象帕的穿梭方塊，卻被希特發現並在一瞬間被其打敗，且在加貝的指證下變成通緝犯）。在宇宙力量大會中遇見跟自己差不多的弗力札，並被弗力札遊說合作打敗賽亞人，但後來全是弗力札的設局，一下把弗洛斯特打出場外。動畫版不服弗利沙出賣他，於是在場外發射氣彈攻擊弗利沙時被全王清除了。
名字來自日文「霜」的片假名（フロスト, Frost）。
歐塔·馬蓋塔（オッタ・マゲッタ）
聲：龍田直樹（日本）；李景唐（台灣）
第六宇宙的選手，頭上冒著煙，身體裡似乎有什麼在燃燒著，會吐出稱為「溶岩口水」的能力。雖然看起來像是機器人，但本人卻是名為「金屬人」（メタルマン）的外星種族一員。由於金屬人的內心都很虛弱，被達爾罵之後就哭了。比武大會結束後帶著弗洛斯特回到第六宇宙。
卡貝
聲：岸尾大辅（日本）；石采薇（台灣）
第六宇宙的選手，也是該宇宙的赛亚人。由於第六宇宙的賽亞人個性溫和，因此絕大多數賽亞人均不懂變身超級賽亞人(變身超級賽亞人的契機源於極度的憤怒)，後於與達爾的比試中向其請教變身方法，由於達爾一方面身為賽亞人的王子，看不慣弱小的賽亞人心中其實願意給予幫忙，但另一方面又顧及賽亞人的驕傲，不屑於卡貝在比賽中向對手低聲下氣的行為。假意激怒加貝實為讓他覺醒變身超級賽亞人，後來被變身成為超級賽亞人藍的貝吉塔擊敗。動畫版被達爾擊敗後尊稱達爾為老師。動畫版為沙達拉防衞隊的隊長，教導者為前隊長連索（レンソウ，聲：高塚正也）且在力之大會覺醒變身超級賽亞人2。
希特
聲：山路和弘（日本）；孫中台（台灣）
第六宇宙的選手也是該宇宙的殺手，使用傳說中能凍結時間0.1秒「閃時」（時とばし）能力。後來其能力被悟空識破而處於下風。並取得勝利(悟空故意讓賽)。其後為了報答悟空，把比賽的勝利讓給莫納卡。第六宇宙篇結末中跟悟空握手交流的樣子。動畫版改為可以透過成長打贏超級賽亞人之藍的孫悟空，逼的孫悟空還要外加界王拳才能打贏。
在宇宙生存篇前因為閃時被破解以後了解到不能太仰賴自己的特殊能力而開始訓練，也研發出新的特殊技能「凝時」。在後來的力之大會他出手幫助悟空來償還人情，並聯手對付吉連，而且使用凝時被吉連識破並假裝示弱將希特打出場。動畫版中他與迪斯波和昆西戰鬥時陷入困境後被悟空所救，於是和悟空約好，要一起留到最後在將其對決。後悟空被吉連擊飛後，突然襲擊吉連，希特也明知使用時間跳躍對吉連無效，卻不斷使用，實際上是用比時間跳躍更厲害的時間地獄壓制，但不信的被吉連瓦解而被打下擂台。
莫納卡（モナカ）
聲：菊池正美（日本）；何志威（台灣）
比魯斯為了激勵悟空能更加勤奮練功而臨時找來參加第七宇宙的選手，比魯斯對外稱莫納卡的實力是「第七宇宙第一」，其實只是普通的人類（動畫版改為宇宙送貨員）。在與第六宇宙的比試中，作為最後王牌對上希特，希特看一眼知道只是普通人，為了還給悟空一份人情，故意戰敗讓第七宇宙隊贏得勝利。另一時空的他曾經被扎馬斯奪取身體，使得扎馬斯只能按照原計畫偷取孫悟空身體。葛拉諾拉篇孫悟空曾用瞬間移動到他面前。
全王
聲：興梠里美（日本）；石采薇（台灣）
掌管全12個宇宙的神，被比魯斯尊稱最高神祇，維斯表示沒有神的地位比全王更高，辛恩也表示任何人無法擊敗全王，外表和說話語氣都像小孩，句尾是「のね」，居住在「全王殿」。本身不戰鬥，擁有能力「契言」與「失格」，本人純潔卻潛藏著恐怖，可憑一句話決定任何事物，並將任何能量物質無效化，因此所說的話全為聖旨。過去曾有18個宇宙，其中6個宇宙因觸怒了全王而被瞬間消滅就只剩下12個宇宙。後來與悟空成為朋友，悟空也直接稱呼其為「阿全(小全)」（全ちゃん）。有自己的兩名隨侍（全王の付き人，聲：高塚正也、織田優成）。
未來版
未來的全王被悟空在未來使用全王呼喚器召喚到地球，一開始不認識悟空（未來悟空早已得了心臟病而逝世），看到未來世界如此瘡痍而盛怒下消滅了札瑪斯和未來時空，該時空的綠色時空戒指粉碎。事後悟空將未來全王帶到現代與全王做朋友。不過性格、生活背景、舉手方式跟現代全王不同。
大神官
聲：高塚正也（日本）；陳彥鈞（台灣）
全王的心腹，全十二宇宙天使之父，監察全宇宙的活動和維持全宇宙的秩序，也是全王的發言人，負責宣布祂的聖旨。根据维斯表示，大神官之强是最強的，動畫版排在全12宇宙前五名，就算他自己都还遠遠不如大神官一根手指头，由此可见大神官的实力之强悍。
扎馬斯（ザマス）
聲：三木真一郎（日本）；何志威（台灣）
第十宇宙的見習界王神，皮膚青色，雙耳戴著波特拉(橘色)，討厭人類，動畫版有時說出美麗的話，性格比較自戀。有分現代版、未來版、黑悟空版(後現代版)，但想法一致。認為人類是「惡」應該要滅絕就是「正義」，以前擔任過第十宇宙的北界王，本人的戰鬥天才獲得賞識而目前培養成下屆界王神。除掉格瓦斯奪取時空戒指、格瓦斯的波特拉等目的是為了實施「人類歸零計畫」來滅絕人類而建立自我理想世界。
現代版
現代的扎馬斯企圖暗殺格瓦斯時被比魯斯一行人揭發而被比魯斯消滅。因此本人死亡而多了另一個時空。
未來版
未來的扎馬斯，跟黑悟空結盟，同時也用超級龍珠讓自己擁有不死之身。曾建議黑悟空自己用超級龍珠擁有不死之身結果遭拒。最後遭到魔封波攻擊而懼怕人類力量就跟黑悟空合體。有回復術、視察平行世界、不死身、超能力等。
黑悟空版(後現代版)↓
黑悟空/闇黑悟空
聲：野澤雅子（日本）；李景唐（台灣）
在未来世界出现的敌人，外貌与悟空长得很像，真實身分為後現代世界的扎馬斯利用超級龍珠悟空交換身体，企圖執行「人類歸零計畫」（人間0計画）消滅了不少無數星球的人。最後跟扎馬斯(未來)合體。持有能夠穿越時空的「時空戒指」。特南克斯(未來)與辛恩們(未來)一起阻止魔人普烏(未來)復活期間，黑悟空在遠處觀戰。前期没有神境界的变身，为普通超级赛亚人。初登场强于与超3悟空相等实力的超2特南克斯(未來)，不如超2贝吉塔。变身超级赛亚人后实力弱于超蓝達爾。而後黑悟空發現賽亞人的特點，利用頻死復活特性得到神境界的变身。
合體形態↓
合體扎馬斯（合体ザマス）
聲：三木真一郎（日本）；何志威（台灣）
黑悟空+扎馬斯(未來)的耳環合體后的同化人 ,合體後擁有不死身和再生能力，不會跟動畫版一樣因半邊非不死身而腐蝕和有背面光環，本人未成為真正的界王神所以合體後還是會分開，但是即將分開的扎馬斯兩人打算抗拒解除合體，最後與動畫版一樣被特南克斯(未來)阻止並斬擊一開為二，被分開的兩人開始復原並變成合體扎馬斯的模樣，而後被貝吉達轟成碎屑之後所有的碎塊以一個單位再生並增值數萬個合體扎馬斯，並宣示打算使用第12宇宙的時光機前往過去的平行世界(現代)展開殲滅。最後憤怒的未來全王消滅未來時空之時，全部的合體扎馬斯慌張逃走但還是完全被消滅。動畫版擁有「制裁之光」。後來被悟空用全力的龜派氣功和界王拳兩次攻擊讓合體扎馬斯的右半邊腐爛和背面光環消失，因為右半邊是黑悟空並非不死之身導致開始腐蝕，然後被達洛特不斷攻擊使本人力量提升、肉體巨大化，最後被特南克斯(未來)的光之劍一開為二(未消滅)。本人捨棄神體變成黑霧支配整個未來第七宇宙(有影響到現代)並消滅剩餘未來倖存者(未來世界人類僅剩特南克斯和小舞)，最後跟未來第七宇宙一同被未來全王所消滅。後來在龍珠英雄的宇宙爭亂篇被赫茲等人用龍珠復活且被利用（此為龍珠英雄原創）。
戈瓦斯/格瓦斯
聲：後藤哲夫（日本）；孫中台（台灣）
第十宇宙的界王神，皮膚黃色，扎馬斯的師父，喜歡看「神Tube」。說明了時空戒指（只有界王神資格可使用）是用來往某星球的未來進行觀察，但前往過去是嚴格禁止。還說了綠時空戒指是有人（第十二宇宙的高度文明人類）改變歷史產生了平行世界而增加出來。後來遭到扎馬斯（現代）暗殺危機時被比魯斯一行人所救而保住性命。本人為選中了扎馬斯而負責，使用時空戒指跟辛恩一起往未來說服黑悟空兩人回頭是岸結果遭拒，差點被黑悟空給於致命傷害而頻死，後來是大特南克斯的回復術和吃了仙豆就保住性命。扎馬斯事件結束後被比魯斯訓誡。而黑悟空與未來特南克斯時空的戈瓦斯已被黑悟空殺害。

### 宇宙生存篇（動畫）／力之大會篇（漫畫）

#### 第一宇宙
亞納特（アナト）
聲：織田優成（日本）；陳彥鈞（台灣）
第一宇宙的界王神，人類等級最高的宇宙之神，臉上總是浮現著沉穩的笑容。
伊萬/伊旺
聲：間宮康弘（日本）；何志威（台灣）
第一宇宙的破壞神，隱藏著激烈情緒。外貌有如濕婆神，有角和牙。角色造型由丰太郎设计。名字来源為葡萄酒。
阿瓦莫（アワモ）
第一宇宙的天使，因為等級之高，能夠洞察一切擁有像菩薩一樣的外貌。名字来源為泡盛。

#### 第二宇宙
佩魯
聲：鹽屋浩三（日本）；孫中台（台灣）
第二宇宙的界王神，重視力量，追求強力的肉體，自己也有在向上鍛練，有如南界王神的上位版風貌。POWER UP！因為其個性導致的結果，使得自己和艾亞不合。
海蕾斯（ヘレス）
聲：淺野真澄（日本）；石采薇（台灣）
第二宇宙的破壞神，穿著為類似埃及風格的女性破壞神，攻擊方式善用弓箭，對美麗的意識非常高，不擅長應付醜陋的東西。角色造型由丰太郎与鸟山明两人一起设计。名字来源為雪莉酒。
薩瓦阿（サワア）
聲：李景唐（台灣）
第二宇宙的天使，不擅長應付肌肉發達的肉體。喜歡知性的事物。名字来源為酸酒。
莉普莉安（リブリアン）
聲：北川里奈（日本）；石采薇（台灣）
第二宇宙的選手，本名為「布里安・黛・夏多」（ブリアンデシャトー），粉紅衣美少女。可變身成小魔女莉普莉安，特攻火球隊的隊長。使用蠻幹、突進的拳擊連打攻擊方式。
漫畫版與卡昆莎、蘿姬圍攻18號，認為18號是醜八怪，而克林喝止他們手段卑鄙時卻稱讚克林是名美男子，使得克林相當不悅。
卡昆莎（カクンサ）
聲：白石涼子（日本）；錢欣郁（台灣）
第二宇宙的選手，本名為「桑卡・柯」（サンカ・クー），藍衣美少女。可變身成擁有野性的獸人戰士，特攻火球隊的隊員。使用銳利的爪子和獠牙、速度快、運用地形。
漫畫版與羅姬、莉普莉安圍攻18號，當克林喝止他們手段卑鄙時卻稱讚他是美男子，引起克林相當不悅。
羅姬
聲：齊藤佑圭（日本）；錢欣郁（台灣）
第二宇宙的選手，本名為「蘇・蘿絲」（スー・ローズ），戴眼鏡和黃帽、穿黃斗篷的美少女。可變身成中國拳戰士，特攻火球隊的隊員。使用揍個稀巴爛拳的拳法。
漫畫版與卡昆莎、莉普莉安圍攻18號，當克林喝止他們手段卑鄙時卻稱讚他是美男子，引起克林相當不悅。

#### 第三宇宙
艾亞
聲：成濑诚（日本）；李景唐、何志威【第92集】（台灣）
第三宇宙的界王神，戴眼镜，重視智慧，受過人類不小影響而喜歡機械，但跟貝爾不和。
莫斯可／默思可／缪鲁（モスコ／ミュール）
聲：岸尾大輔
第三宇宙的破壞神，像機器人一樣的外貌，透過電子聲音來表達意思，實際上默思可機器肚子裡藏著一個真身缪鲁，為赤鬼的模樣。角色造型由丰太郎设计。名字来源為莫斯科驢子。
康帕里（カンパ―リ）
聲：島田敏（日本）；孫中台（台灣）
第三宇宙的天使，理解莫斯克的語言並為他翻譯。名字来源為金巴利。
帕帕洛尼（パパロニ）
聲：堀秀行
第三宇宙的選手。專門改造第三宇宙的機械生命體的科學家。
可依茲凱（コイツカイ）
聲：沼田祐介
第三宇宙機械生命體。
潘奇亞（パンチア）
聲：乃村健次
第三宇宙機械生命體。
波拉雷塔（ボラレータ）
聲：岸尾大輔
第三宇宙機械生命體。
可依奇亞雷塔（コイチアレータ）
只在動畫出現，是由可依茲凱、潘奇亞、波拉雷塔本身擁有的合體能力而成的巨大機械生命體。
阿尼拉薩（アニラーザ）
聲：江川央生
是由第三宇宙科學家帕帕洛尼和合體機械生命體克伊奇阿雷塔而成的最終合體，屬於有機生命體。
那力拉瑪（ナリラーマ）
聲：草尾毅（日本）；孫中台（台灣）
第三宇宙的選手，左右不對稱的容貌，有超級求生裝置。身體上有一個能量核心，發射光束砲需要花時間。
尼克力希（ニグリッシ）
聲：岸尾大輔（日本）；陳彥鈞（台灣）
第三宇宙的選手，搭載了偽裝技術，擁有讓人難以置信的運動能力，雜技般的拳擊和踢腿動作。

#### 第四宇宙
庫魯
聲：西村知道（日本）；陳彥鈞（台灣）
第四宇宙的界王神，狂妄自大的神，身為神的意識非常高。
奇德拉/奇泰拉/奇帖拉
聲：沼田祐介（日本）；李景唐（台灣）
第四宇宙的破壞神，黃老鼠的模樣，似乎有著對比魯斯的抵抗心。角色造型由鸟山明设计。名字来源為龍舌蘭酒。
柯尼克（コニック）
第四宇宙的天使，高才能並擁有出眾的洞察力。名字来源為干邑白蘭地。
賈諾斯（ガノス）
聲：三浦祥朗（日本）；何志威（台灣）
第四宇宙的間諜兼選手，動畫原創中曾奉奇泰拉的命令到第七宇宙打聽情報。可變身成公雞形態，極限狀態下可以變強。
賈米薩拉斯（ガミサラス）
聲：島田敏
第四宇宙的選手，是個全身透明的透明人。
達蒙
聲：田中秀幸
第四宇宙的選手，是個身體超小速度敏捷的蟲人。

#### 第五宇宙
歐谷瑪（オグマ）
聲：浦和惠
第五宇宙的界王神，重視才智與力量平衡的溫和之神。
雅拉克（アラク）
聲：村田太志（日本）；李景唐（台灣）
第五宇宙的破壞神，頭上有鳥冠，多指鞭冠鮟鱇的模樣，被破壞對象會進行很深入的驗證，試圖以最低限度的破壞來拓展世界的可能性。角色造型由丰太郎设计。名字来源為亞力酒。
庫加提爾（クカテル）
第五宇宙的天使，守護著優秀的那兩人，同時也從那兩人的知性裡再加以學習的天使。名字来源為鷄尾酒。

#### 第六宇宙
卡莉芙拉（カリフラ）
聲：小松由佳（日本）；錢欣郁（台灣）
第六宇宙的女賽亞人兼選手，非常有名的黑道角頭但心地不壞，收養不少包含像愷兒等無家可歸的賽亞人，就連軍人也不怕。，動畫版為連索的妹妹。卡貝前往招募的「力之大會」參賽戰士，擁有天才般的戰鬥感。
第一個可以變身超級賽亞人的女性賽亞人，動畫版可以變身成為超級賽亞人2。
可魯/凱爾/愷兒
聲：尤加奈（日本）；石采薇（台灣）
第六宇宙的女賽亞人兼選手，卡莉芙拉收養的小妹，性格內向，實力比卡莉芙拉強但一向尊敬她而不敢表態，能變身成為超級賽亞人但覺醒無法控制自己的理智而暴走，加貝認為凱爾可能是千年一見的傳說級惡魔賽亞人。超级赛亚人暴走形态的模样和招式类似传说的超级赛亚人形态的布罗利。
可芙拉/凱芙拉（ケフラ）
聲：小松由佳&尤加奈（日本）；錢欣郁（台灣）
卡莉芙拉與凱爾透過界王神的秘寶「波特拉」(耳環)合體出現的角色，與悟飯經過一番激戰後，一同擊中對方後同時落下場外。，在動畫中被覺醒的悟空擊敗後掉落場外而解除合體為卡莉芙拉與凱爾。
比利納（ピリナ）
聲：江川央生（日本）；何志威（台灣）
沙歐尼爾（サオネル）
聲：神奈延年（日本）；李景唐（台灣）
以上兩人第六宇宙的納美克星人，動畫設定是都背負著第六宇宙的納美克星是否能在力量大會生存下去不被消滅的命運，兩人與第六宇宙的所有納美克星人同化來參加力量大會。

#### 第八宇宙
伊魯
聲：森田成一（日本）；何志威（台灣）
第八宇宙的界王神，非常喜歡制定計劃，會為了完成計劃而燃燒熱情的神。
利齊爾（リキュール）
聲：岸尾大輔（日本）；孫中台（台灣）
第八宇宙的破壞神，有三條尾巴，狐狸的模樣，能變成九尾狐的模式，把導正界王神的計劃不完備作為其生存價值，不承認不完備的計劃，對於等級低的存在會嚴格破壞掉。角色造型由丰太郎设计。名字来源為利口酒。
可倫
第八宇宙的天使，維斯的哥哥，自我主張強烈的天使，自己認為好的意見會堅持主張。名字来源為科恩酒。認為孫悟空對全王的態度沒禮貌。
第九宇宙
羅（ロウ）
聲：增谷康紀
第九宇宙的界王神，把其他宇宙當傻瓜的傾向及驕傲自大。漫畫版跟希德拉一樣優柔寡斷。
希德拉（シドラ）
聲：間宮康弘（日本）
第九宇宙的破壞神，矮人模樣，性格優柔寡斷及老好人。

莫席特（モヒイト）
聲：綠川光（日本）；孫中台（台灣）
第九宇宙的天使，對糟糕的界王神與破壞神感到無言，知性的天才兒童類型，用很冷淡的眼神旁觀著。名字来源為莫吉托。
巴吉爾（バジル）
聲：小山剛志（日本）；孫中台（台灣）
第九宇宙的選手，皮毛紅和狼的模樣，別名「蹴之巴吉爾」，「危險三重奏」中的老么，擁有特化的腿技，身手敏捷的戰士。
拉凡達（ラベンダ）
聲：草尾毅（日本）；陳彥鈞（台灣）
第九宇宙的選手，皮毛黃和狼的模樣，別名「毒之拉邊達」，「危險三重奏」中的老二，能自在操縱毒的戰士，使用毒藥從來不打堂堂正正的戰鬥。嘴巴吐出來的「毒風」因為毒性強使對手失明和擴散全身慢慢腐蝕。
貝爾加摩（ベルガモ）
聲：竹本英史（日本）；何志威（台灣）
第九宇宙的選手，皮毛藍和狼的模樣，別名「壞滅的貝爾加摩」，是「危險三重奏」中的大哥，是能將對手的技能轉變成自己力量的戰士。

#### 第十宇宙
拉姆西（ラムーシ）
聲：川津泰彥（日本）；陳彥鈞（台灣）
第十宇宙的破壞神，粉紅象的模樣，擁有全宇宙最強嗓門的「怒吼」，身為破壞神很喜歡會吹捧自己的人們，其實是很懶惰的破壞神，因為破壞星球很麻煩所以不太想做。角色造型由丰太郎设计。名字来源為朗姆酒。
庫絲/克絲
聲：今野宏美（日本）；石采薇（台灣）
第十宇宙的天使，十二宇宙中的天使為最年長，總是勸告著將正義與邪惡區別開來的界王神與破壞神，但是對於正義與邪惡之間的碰撞卻會忍不住熱血沸騰的女天使。名字来源為秘魯啤酒。
姆力奇姆（ムリチム）
聲：平井啓二（日本）；何志威（台灣）
第十宇宙的選手，修行僧的模樣，身材壯碩。為了維持肌肉猛男要按時攝取蛋白粉的習慣。
那帕帕（ナパパ）
聲：間宮康弘（日本）；李景唐（台灣）
第十宇宙的選手，豬模樣的相撲力士，號稱土俵邊界魔術師和土俵角力中的橫綱。
歐布尼（オブニ）
聲：谷昌樹（日本）；何志威（台灣）
第十宇宙的選手，已有妻子和孩子，操縱體內氣息製造假象的高深秘法。

#### 第十一宇宙
凱/卡伊
聲：村田太志（日本）；陳彥鈞（台灣）
第十一宇宙的界王神，珍惜生命，有強烈正義感，性格溫柔的界王神。
貝爾摩德/貝爾魔德
聲：菊池正美（日本）；何志威（台灣）
第十一宇宙的破壞神，小丑的模樣，擁有容不下邪惡的心，對於高傲戰隊的活躍感到相當開心。角色造型由丰太郎与鸟山明两人一起设计。名字来源為苦艾酒。
瑪卡莉塔（マルカリータ）
聲：佐佐木愛（日本）；石采薇（台灣）
第十一宇宙的天使，總是苦口婆心勸著不夠嚴格的凱跟貝爾摩德，是個說話很有個性的天使，句尾是「ですますよ」。名字来源為瑪格麗特。
迪斯波/蒂斯破（ディスポ）
聲：島田敏（日本）；陳彥鈞（台灣）
第十一宇宙的選手，「自尊戰士隊（動畫）／傲兵隊（漫畫）」隊員，號稱「音速戰士」，外貌雖類似比魯斯但種類為兔子。
托/托波
聲：乃村健次（日本）；孫中台（台灣）
第十一宇宙的選手，守護第11宇宙和平的英雄戰隊「自尊戰士隊（動畫）／傲兵隊（漫畫）」的隊長，熱血正義的巨漢戰士，其實力被公認是下任破壞神的候補人選，動畫版口頭禪為「惡即斬也」，號稱「自由戰士」。
吉連
聲：花輪英司（日本）；陳彥鈞（台灣）
第十一宇宙的選手，「自尊戰士隊（動畫）／傲兵隊（漫畫）」隊員，托波的盟友，實力比托波更強，被認為是傳說中比破壞神強的人，不僅是該隊的最強者，也被破壞神貝爾摩德稱為第十一宇宙的驕傲。口頭禪為「滅絕邪惡」，號稱「灰色吉連」。
是個充滿熱血和正義的戰士，但個性比較孤傲也不喜歡跟別人交流，而且連惡人也不殺。他的願望是為了要讓他的師父傑青大師復活。最後被悟空和弗力札聯手打敗之後才明白「團結」才是最重要。
動畫版設定年幼時的吉連的父母、師父和夥伴都被同一位身份不明的壞人殺害，加上存活下來的夥伴因為害怕反抗那位壞人的強大力量而背叛吉連，使得吉連變成一個一心只想變得更強不願意相信自己夥伴的冷酷戰士。
卡賽拉爾/卡謝拉爾（カーセラル）
聲：石塚運昇【電視版】→松山鷹志【遊戲版】（日本）；何志威（台灣）
第十一宇宙的選手，「自尊戰士隊（動畫）／傲兵隊（漫畫）」隊員，號稱「斬擊戰士」，被其他成員稱為「將軍」。曾是攻下許多星球的戰略專家。

#### 第十二宇宙
亞古
聲：高戶靖廣
第十二宇宙的界王神，提倡高道德，有著讓自己的宇宙能更加成熟的上進心。
紀恩
聲：織田優成（日本）；陳彥鈞（台灣）
第十二宇宙的破壞神，半魚人的模樣，雖無慈悲心但一直都是一視同仁的做必要性的破壞，最近沒有可破壞的東西而感到無聊，對於力之大會感到很有意思。角色造型由丰太郎设计。名字来源為琴酒。
瑪蒂奴（マティーヌ）
第十二宇宙的天使，因為優秀的神們讓自己沒什麼事可做，正在考慮著把那兩人推向更高的存在。名字来源為馬丁尼。

### 布羅利篇
布洛尼（ブロリー）
聲：島田敏（日本）
極少數的賽亞人幸存者之一。擁有遠勝達爾王子的潛力，被嫉妒的達爾王流放至黑暗的斑帕星，和父親帕拉伽斯相依為命。41年後，弗力札軍隊發現父子並帶到總部面見弗力札，受弗力札的命令來到地球，與悟空和達爾打出一場史無前例的戰鬥。
個性善良，不喜歡戰鬥，但依然保留賽亞人碰到強者就興奮的本質，一生氣就會失去理智。弗力扎故意殺害他父親而讓他覺醒成超級賽亞人。
以《龙珠Z 燃烧吧!!热战·烈战·超激战》里的同名角色为参考。新版布羅利與舊版布羅利並不是同一個人，所處世界觀和設定不同。为了區別新版布羅利與舊版布羅利，新版布羅利被命名為「布羅利：BR」（ブロリー：BR）。
在超級英雄篇被帶到比魯斯星修行，經過一番修行後已經可以控制理智變身成超級賽亞人。
帕拉伽斯（パラガス）
聲：寶龜克壽（日本）
極少數的賽亞人幸存者之一。布羅利的父親。
以《龙珠Z 燃烧吧!!热战·烈战·超激战》里的同名角色为参考。为了區別新版帕拉伽斯與舊版帕拉伽斯，新版帕拉伽斯被命名為「帕拉伽斯：BR」（パラガス：BR）。
名字來自日文「蘆筍」（アスパラガス, asparagus）。
琪萊
聲：水樹奈奈（日本）
弗力札軍隊一員（最後叛逃）。
偷了銀河巡警的宇宙飛船這件事被發現後，為了躲避追兵而進入了弗力札軍隊。關於弗力札的事情只在傳聞中聽說過。
在超級英雄篇被帶到比魯斯星，比魯斯認為她很可愛於是讓她留下。
名字來自日文「荔枝」（レイシ, litchi）反寫。
雷蒙
聲：杉田智和（日本）
弗力札軍隊的一員（最後叛逃）。
弗力札的父親·克魯德大王統率的時代開始就在軍隊裏面的後方部隊的老兵。
由於不是戰鬥人員，只在宇宙空間站見過弗力札，可以說是素不相識的程度。
超級英雄篇被帶往比魯斯星，因廚藝高超而讓比魯斯讓他負責料理。
名字來自日文「檸檬」（レモン, Lemon）。
悟吉達（ゴジータ）、悟達爾（台灣）
聲：野澤雅子&堀川亮（日本）
孫悟空與達爾透過合體技「融合」出現的角色。
以《龙珠Z 复活的融合!!悟空和贝吉塔》里的同名角色为参考。为了區別新版悟基塔與舊版悟吉塔，新版悟基塔被命名為「悟基塔：BR」（ゴジータ：BR）。
姬聶
聲：渡邊菜生子
最早於《銀河巡警JACO》出場。達爾行星的賽亞人，悟空和拉帝茲的母親，和丈夫巴達克一起將幼年的卡卡羅特（悟空）送往地球，不久後死於貝吉塔行星爆炸中。
名字來自日文「蔥」（ネギ）的反寫。
貝里布魯（ベリブル）
聲：齐藤贵美子（日本）
於2018年的動畫電影《七龍珠超 布羅利》首次登場，是弗力札軍的老臣。貝里布魯從克魯德大王時代就在照顧年幼的弗力札，因此地位連尚波和多多利都比不上。弗力札軍全盛期她處於退隱狀態，直到弗力札於力之大會復活後，才與基科諾一同再度加入成為他的夥伴。
名字諧音自藍莓（ブルーベリー, blueberry）。
基科諾（キコノ）
聲：菊池正美（日本）
一開始在《銀河巡警JACO》的番外篇龍珠負首次登場，後來於2018年的動畫電影《七龍珠超 布羅利》再次登場，科學家，從克魯德大王時代就為弗力札軍提供許多發明與建造技術，弗力札軍全盛期處於退隱狀態，直到弗力札於力之大會復活後，才與貝里布魯一同再度加入成為他的夥伴。
名字諧音自蘑菇（キノコ）。
李克
聲：阿座上洋平
最早於《銀河巡警JACO》登場，巴達克的搭檔，頭上的傷疤是40年前進攻西利亞爾星所傷，後來死於貝吉塔行星爆炸中。
名字來自日文「韭蔥」（リーク，leek）
塔羅
聲:高塚正也
最早於《銀河巡警JACO》登場，40年前也有參與進攻西利亞爾星，後來死於貝吉塔行星爆炸中。
名字來自日文「芋頭」，（タロ，taro）

### 銀河巡警囚犯篇
魔羅、莫洛（東立）
外號「噬星者」，傳說中的囚犯，一千萬年前在第七宇宙作亂，滅了伊拉基星系（イラギ星系）及320個星球。當時的大界王神為了打敗他而出手。但由於莫洛太強無法擊敗，以至於大界王神必須修練禁術「卡伊卡伊馬托魯」（カイカイマトル）將莫洛的魔力全數封印才得以將他囚禁起來，代價是大界王神的大半神力也消失。莫洛的能力是可以吸收任何物質能量，既可以吸收星球的能量也可以吸收人的能量，並且可以一次性吸收一顆星球能量，他的戰鬥力隨著吸收的能量越多戰鬥力就越強，沒有上限，數以萬計的行星被他吸收了能量變成了荒漠，戰鬥力之強根本無法用平常的數值去計算，身上散发充满着因被杀害的无数人的能量仿佛悲鸣般可怕邪恶气息。拥有和JACO一样的优秀的动态视力。离开银河监狱时给所有逃犯都赋予了气加强实力。
「モロ」是栃木県方言中對鯊魚肉的稱呼，指的是鼠鯊的生魚片。伊拉基（イラギ）指的是尖吻鯖鯊。
角色造型由丰太郎設定。
梅爾斯（メルス）
銀河巡警的精英人物，幾乎在隱藏着實力。實際身分是天使（目前為見習天使），維斯的弟弟，被大神官派遣第七宇宙是為了拓展視野讓他了解世界，加入銀河巡警是為了讓他看善良的側面，隱藏實力原因是被限制能力並禁用天使之力。和悟空修練途中由於快要違反規則（使出全力）時後被兄長維斯阻止並恢復天使身分後被帶回天界。與维斯一起在天界留意觀看悟空與莫洛的戰鬥。後來情況不佳再度返回對抗莫洛，自從他見到悟空之後決定選擇正義並使用天使之力將莫洛的複製能力完全封印，因觸犯禁忌自身完全消失殆盡。後來他再次出現，表示他擁有了壽命跟失去了天使之力，但這也是大神官唯一能做的補救措施。
名字諧音自梅斯卡爾酒（メスカル, Mezcal）。
角色造型由丰太郎設定，然而真实身份为天使的题材由鸟山明設定。
伊力可（イリコ）
銀河巡警隊員，隨達爾前往亞德拉特星。
名字諧音自沙丁魚乾（いりこ）。
庫薩亞部隊（クサヤ部隊）
銀河巡警中的偵察部隊。
名字意思是日本美食臭魚乾（くさや）。
艾斯卡
居住在新納美克星的小孩，莫洛到來後第一個挾持的納美克星人，被達爾救下。克蘭貝里殺光最後的新納美克星人後，只留下活口並操縱他向神龍許願。
名字同樣來自日文「法國蝸牛」（エスカルゴ, escargot）。
茲普力長老（ツムリー）
新納美克星上茲普力村的長老。莫洛奪得三顆龍珠後茲普力村，將居民困在火圈中要脅長老說出龍珠下落。茲普力拖延莫洛時間，等其他地方的那美克戰士們用同化集合成那美克救世主來救援，沒想到救世主遭到莫洛一拳就貫胸而亡。隨後全村都遭莫洛殺光。
名字也是來自蝸牛的日文（カタツムリ）。
塔尼西（タニッシ）
新納美克星上茲普力村的年輕人，遭莫洛殺雞儆猴丟進火中燒死。
名字諧音自田螺（タニシ）。
畢巴拉長老（ピバラ）
亞德拉特星的長老，教導孫悟空和達爾控制靈魂，學習過程中自然就會施用「法術」。
名字意思是水豚 (カピバラ）。
馬卡雷尼三兄弟（マカレニ兄弟）
惡名昭彰的強盜團體，分別是大哥帕斯塔（パスター）、二姐潘妮和老么給弟（ゲッティ）。
在疆格行星（惑星ジャング）搶奪藍金石時被梅爾斯逮捕。甫入獄就因為莫洛的願望而獲得自由，但不得已必須聽從薩岡博指示。他們再度前往疆格行星奪取藍金石，並謊稱該行星沒有值得吸取的能源。之後回想起銀河巡警順口提到藍金石在地球稱為天空金，於是轉往地球，最後被比克打敗。逃走時聯絡了薩岡博，讓莫洛注意到行星地球。
疆格則是來自１９６６的經典的義大利麵西部片(spaghetti western)：《荒野一匹狼》（Django）。三人名字都是義大利麵：「馬卡雷尼」諧音自通心粉（マカロニㄝ, macaroni），兄妹名字分別來自「義大利麵」（パスタ, pasta）、「筆管麵」（ペンネ, penne）、「義大利長條麵」（スパゲッティ, spaghetti）。
克蘭貝里
声：真地勇志（Z）→宮崎寛務（改）
跟隨弗利札軍前往納美克星的士兵之一。敗給穆里長老村中的年輕人後遭尚恩踢死，反而因禍得福因為龍珠願望復活。 之後決定當逃兵，隱姓埋名偷拐搶騙過活，直到被銀河巡警逮捕。他在獄中徵求搜集龍珠的夥伴，吸引到噬星者莫洛注意，於是帶他逃獄。但要許最後願望時被莫洛趕過來殺死。
名字意為「蔓越莓」（クランベリー, cranberry）。
薩岡博银河强盗团
薩岡博（サガンボ）（東立）
莫洛的助手，薩岡博强盗团的首领，受莫洛授予气後强化，率領著銀河監獄逃犯為莫洛服務，為他尋找含有高度生物能源可供吸收的地方，包含行星茲恩、奇普星（惑星チップ）、利奇星（リッチ星）等都遭其毒手。在对峙比克和悟饭、人造人、JACO多位战士時因為莫洛提供的氣過量而自爆身亡。
莫洛與薩岡博團員名字都取自栃木県的名產或景點。「サガンボ」是栃木県方言中對鯊魚肉的稱呼，指的是白斑角鯊的生魚片。奇普星意為便宜（cheap）、利奇星意為富有（rich）。
席摩雷卡（シモレッカ）（東立）
箭猪头的矮个子，與勇巴、７３一同消滅了菲菲的老家行星茲恩。到地球時想把失手被擒的马卡雷尼三兄弟灭口但被比克阻止，最後與７３一同壓制比克和悟飯，但收到莫洛下令撤退。總攻擊時被人造人18号打败，負責送受傷的７３回飞船，但卻發現船上的逃犯都已经被逮捕。莫洛处于劣势时，回到飞船上顺手把他杀死。
名字來自北關東地方（主要為栃木県）的鄉土料理「しもつかれ」。
勇巴（東立）
长着熊耳的贪吃胖子，身手敏捷。对战克林但被击败，交给银河巡警押送回监狱。
名字意為「豆皮」（ゆば, 湯葉），豆腐皮料理是栃木県的名產。
７３（東立）、賽文斯里（東立）
囚犯编号OG73-I，簡稱７３（東立漫畫版第一次出現時譯為賽文斯里，後均改為７３）。能从对手脖子偷取能力进行复制。能力使用约30分钟然后恢复原样，持续使用超过30分钟的话拷贝会消失，可以同时储存3个人的能力，能力使用期间可以切换能力。已知复制过比克（第二次复制）和悟飯的招式、莫洛的吸收能量和途径某个星球上刺猬外型外星人的制造虫洞移动能力（已消失），透明能力（已消失）。
原是某个科技发达星球制造出来的人工生命体，无感情且体力无限但承受重伤可濒死。是一个只会按照命令行事的杀人机器。再次对战地球战士时，与比克和悟饭再次交手后但因碰上对手是人造人17号完全被压制和打成重伤，即将消灭时但莫洛出手将之救回并以“以后迟早会用到其能力”为由下令送回飞船恢复体力。莫洛因達爾新招式返力量后，重新回到飞船将之吞食合体获得新形态。
名字就是英文的「seven three」。
柚茲恩（ユズン）（東立）
會變身增強戰鬥力，可能與尚波同種族，在強盜團中以變身無敵聞名。帶兵襲擊亞德拉特星時被剛修練完的達爾輕鬆擊敗，逃跑時不小心被自己在戰鬥中丟出的太空船砸死。
名字與「柚子」（ゆず）諧音。
扎烏右基（ザウヨギ）
萨甘波银河强盗团的参谋。对战雅木茶并占据上风，即使饺子和天津饭加入也陷入苦戰。但悟回來後瞬間將他打倒。
名字來自「餃子」一詞的倒裝（ギョウザ），餃子料理也是栃木県的著名美食。
畢格拉‧科伊塔（ピックラ・コイータ）
逃犯，外观与第六宇宙的馬蓋塔相似的“金属人”外星人。对战饺子和天津饭，最终被利用心理防御弱的短处因语言攻击气哭落败。
名字意思是嚇一大跳 (びっくらこいた）。
辣妹三人组“米莎（ミザ）、伊瓦莎（イワザ）、奇卡莎（キカザ）”
三名女性逃犯。对战武天老师，后克林加入战斗。能够合体成一人身材变大，力量增强而占据上风。最后克林散发出最後气息，讓宇宙中的悟空察觉到，通过瞬间移动回到地球將她一击打倒。
名字來自三猿的故事：不見、不聞、不言。（見ざる、聞かざる、言わざる），栃木県日光東照宮以三猿的木彫聞名。

### 倖存者葛拉諾拉篇
葛拉諾拉（グラノラ）（東立）
狙擊民族西利亞爾人唯一的倖存者，靠著當獎金獵人過活，過去希利亞爾人已遭到弗力札命令賽亞人完全殲滅。
早期因莫奈特隱瞞當年西利亞爾人被西塔一族委託弗力扎軍團和賽亞人滅族的真相，誤以為弗力扎和賽亞人是他們的仇人，因此將復仇為畢生心願，實際上小時候曾被孫悟空父親巴達克所救，但母親被艾列克所殺，莫奈特擔心葛拉諾拉知道真相會去復仇而喪命，加上被西塔一族威脅才隱瞞。得知弗力扎復活後利用西利亞爾的龍珠許願並用150年的壽命作為代價成為宇宙第一，隨後被西塔一族矇騙與孫悟空和貝吉達對決，孫悟空和貝吉達知道葛拉諾拉不是壞人想與之和解，但葛拉諾拉早已被復仇心給矇蔽而不聽勸，後來莫奈特趕來道出40年前的真相與孫悟空與貝吉達化敵為友對抗西塔一族。
角色造型由丰太郎设定。
妙姿莉（ミューズリー）（東立）
葛拉諾拉母親，40年前賽亞人與弗力扎入侵西利亞爾星時母子被心軟的巴達克所救，但隨後被發現蹤跡的艾列克所殺。
奧特米爾
葛拉諾拉脸上带着的眼罩，人工智能的機器人。
莫奈特
西利亞爾行星唯一幸存下来的那美克星人，與葛拉諾拉一起生活，擅長治愈術（40年後才能完全治愈）與催眠術，認識孫悟空的父親巴達克。知曉40年前西利亞爾星被滅族的真正原因，但後來被西塔一族發現蹤跡後巴達克拼命將欲把眾人滅口的賈斯打倒救下莫奈特與葛拉諾拉，幾年後艾列克再次來西利亞爾威脅莫奈特，為了保護葛拉諾拉只能選擇隱瞞。直到葛拉諾拉與孫悟空與貝吉達決鬥後為了阻止葛拉諾拉才將40年前的事情告知雙方。一度被賈斯重創，後來被來到西利亞爾星的維斯治愈。
角色造型由鸟山明设定。
西塔
以長男艾列克為中心，由4名兄弟姐妹所組成的組織，網羅了各種獎金獵人與殺手當手下，在宇宙的暗處活躍，企圖殺害復活後的弗力扎而接收旗下軍團。在長男艾列克與么弟賈斯被弗力扎殺，馬姬與歐伊爾被弗力扎聘用後瓦解。
艾列克
西塔一族首領兼長男，野心極大，為了利益不惜利用自己弟弟賈斯的性命，被弗利沙揭露是西塔一族最弱的後被其所殺。
賈斯
西塔一族的么弟，也是之中最強，40年前曾被巴達克擊敗，雖然被艾列克許願成為宇宙第一，實際以耗盡壽命作為代價轉為力量，實力遠超過葛拉諾拉、孫悟空、貝吉達等人，但最後被增強實力後的弗利沙所殺。
馬姬
西塔一族的長女。艾列克被殺後被弗利沙聘用。
歐伊爾
西塔一族的次男。艾列克被殺後被弗利沙聘用。

### 超級英雄篇
劇場版《七龍珠超 超級英雄》對應的故事，時間為布羅利篇之後，漫畫版則是葛拉諾拉篇之後。
海德博士（Dr.ヘド）、赫德博士（東立）
聲：入野自由
蓋洛博士的孫子，本性不壞，小學時父母因車禍過世，14歲就取得博士學位的超級天才，同時擁有醫師執照，可是極其痛恨爺爺的作風，是個超級英雄迷。
原先運用喪屍人造人軍團營運壽司店來籌備資金製作人造人，但是卻被特南克斯等人搞垮而被克林逮捕，出獄後受僱於紅領巾軍的科學家，因覺得特南克斯與孫悟天的賽亞超人造型帥氣於是以兩人為原型製造了伽瑪1號、2號。終極賽魯被打倒後被布瑪聘用。
名字來自日文「嘔吐物」（ヘド），和蓋洛博士名字的含義相同。
伽瑪1號（ガンマ1号）
聲：神谷浩史
赫德博士製造的人造人，身穿紅色披風，個性沉著冷靜。
伽瑪2號（ガンマ2号）
聲：宮野真守
赫德博士製造的人造人，身穿藍色披風，個性輕率。最後與終極賽魯戰鬥而死。
瑪杰達（マゼンタ）
聲：火山太田
雷德.萊彭總帥的兒子，表面上是雷德製藥的社長，企圖重建紅領巾軍。見伽瑪1號2號與比克、孫悟飯兩人苦戰因想啟動賽魯Max與企圖謀害赫德博士而被反殺。
名字來自英文「洋紅」（magenta）。
卡邁因（カーマイン）
聲：竹內良太
瑪仙達的司機。
名字來自英文「胭脂紅」（carmine）。
終極賽魯（セルMAX）
聲：若本規夫
蓋洛博士的孫子赫德博士以沙鲁的设计图为基础製造的人造人。

## 劇場版
格魯米斯王（グルメス大王）
聲：森山周一郎
最早登場於《七龍珠 神龍傳說》。
路西法（ガステル）
聲：郷里大輔（剧场版）→森功至（超级七龙珠群雄）
最早登場於《七龍珠 魔神城內的睡美人》。
卡里克二世/卡利克二世（ガーリックJr.）
聲：神谷明（剧场版、游戏版）、千葉繁（Z）
因為父親卡里克與神競争神座失敗而被封印，卡里克二世率領佳格（ジンジャー，聲：戶谷公次）、利奇（ニッキー，聲：堀之紀）、山素（サンショ，聲：千葉繁）向神展開復仇。最早登場於《七龍珠Z 熱血熱鬥》。
名字來自英文「大蒜」的片假名（garlic）。
威洛博士（Dr.ウィロー）
聲：中田浩二（剧场版、游戏版）、木村雅史（超级七龙珠群雄）
被永久冰壁封印了50年之久的邪惡科學家，失去自己身體，只剩大腦，靠巨大戰鬥機器人充當身體行動。助手是克勤博士（Dr.コーチン，聲：矢田耕司）。最早登場於《七龍珠Z 世界最強的高手》。
威洛博士和屬下的名字來源都是名古屋特產，威洛博士的名字意為柳樹（willow），克勤博士的名字是名古屋交趾雞（名古屋コーチン）。
達列斯（ターレス）
聲：野澤雅子
外貌與悟空相似的賽亞人。最早登場於《七龍珠Z 地球超級大決戰》。
名字來自日文「萵苣」（レタス, lettuce）。
史拉格
聲：屋良有作（年轻，剧场版、OVA）、內海賢二（老人，剧场版）、稻田彻（龙珠Z 超级赛亚人灭绝计划）
邪惡的超級那美克星人。最早登場於《七龍珠Z 超級賽亞人孫悟空》。
名字來自英文蛞蝓的片假名（スラッグ, slug）。
克維拉（クウラ）
聲：中尾隆聖
弗利沙的哥哥，在被悟空打倒後成為「金屬克維拉」（メタルクウラ）。最早登場於《七龍珠Z 最強對最強》。
名字來自日文「冷氣機」（クーラー, Cooler）。
沙烏薩（サウザー）
聲：速水奨
克維拉機甲戰隊隊長，類似哥哥版的基紐特戰隊。沙烏薩與基紐特戰隊的契士出身相同，實力在基紐之上。唯一知道基紐真正樣貌的人。
名字來自於「千島醬」（サウザンアイランドドレッシング, Thousand Island dressing），機甲戦隊的絕招叫アーマードスクランブル，意為「拌入杏仁」（almond scramble）。
特雷（ドーレ)
聲：佐藤正治
克維拉機甲戰隊一員，個性殘暴，原本是宇宙職業摔角手。
名字來自於「沙拉醬」（ドレッシング, salad dressing）
涅茲（ネイズ）
聲：平野正人
克維拉機甲戰隊一員，以速度自豪，並可以用雙手發出高壓電流。
名字來自於「美乃滋」（マヨネーズ, mayonnaise）
13號（人造人間13号）
聲：曾我部和恭（剧场版）→遠藤守哉（游戏版）
蓋洛博士所製作的人造人，率領14號（人造人間14号，聲：江川央生）和15號（人造人間15号，聲：小林俊夫）企圖殺死悟空，後來吸收被破壞14號和15號的電腦晶片和動力爐變身成為「合體13號」（合体13号）。最早登場於《七龍珠Z 極限之戰!!三大超級賽亞人》。
布洛尼（ブロリー）
聲：島田敏
傳說的超級賽亞人，巴拉卡斯（パラガス，聲：家弓家正（Z剧场版）→寶龜克壽（游戏版））的兒子，與悟空同一天出生，出生就有高達10000的戰鬥力，战斗力能无限增长。嬰兒時期在保溫箱內受到悟空哭聲吵鬧的影響，因此對悟空懷有極大的憎恨。由於戰鬥力太高連同父親一起被貝吉塔的父親驅逐，由於本身力量連父親也會感到害怕，因此使用頭箍抑制住布羅利的力量。死後被地球的科學家利用遺傳基因製作成複製人「生化布羅利」（バイオブロリー）。最早登場於《七龍珠Z 燃燒吧!!熱戰·烈戰·超激戰》。
「龍珠超」以全新角色登場，请参照「布羅利篇」。
名字來自日文「青花椰菜」（ブロッコリー, broccoli）。
波傑克（ボージャック）
聲：玄田哲章
曾被四名界王封印，遊走銀河的ヘラ一族的首領。最早登場於《七龍珠Z 銀河面臨危機!!身手不凡的高手》。

聲：野澤雅子&堀川亮
孫悟空與達爾合體技「融合」後出現的角色。最早登場於《七龍珠Z 復活的融合!!悟空和達爾》。
得意技為星辰爆裂、大爆炸龜派氣功波
「龍珠超」布羅利篇正式登場。
邪念波（ジャネンバ）
聲：玄田哲章
為閻羅王工作的鬼（サイケ鬼）。由於疏忽看管靈魂清洗機導致爆炸使邪氣外洩而變身成邪念波。最早登場於《七龍珠Z 復活的融合!!悟空和達爾》。
塔皮恩（タピオン）
聲：优希比吕
最早登場於《七龍珠Z 龍拳爆發!!悟空捨我其誰》。
希爾德卡恩（ヒルデガーン）
聲：青森伸
1000年前吸收コナッツ星邪氣的魔人像之靈體，再由魔導師們將邪惡能量注入所變身的幻魔人，但是幻魔人吸收一定能量時會進化成完全體。最早登場於《七龍珠Z 龍拳爆發!!悟空捨我其誰》。

## 遊戲
萊基博士（ドクター・ライチー）
聲：小川真司（OVA）→岩崎博（七龍珠Z 超级賽亞人滅絕計畫）
《七龍珠Z外傳 賽亞人滅絕計畫》登場，在賽亞人消滅茲夫魯人期間，製造了怨念增幅裝置哈奇亞克，打算與裝置一起離開茲夫魯星的時候被賽亞人所殺。後來裝置製造了他的亡靈戰士（ゴーストライチー），他亦開始進行對賽亞人的復仇計畫。最後被孫悟空和達爾等人消滅。
哈奇亞克（ハッチヒャック）
聲：屋良有作（OVA）→石川英郎（七龍珠Z 超级賽亞人滅絕計畫）
《七龍珠Z外傳 賽亞人滅絕計畫》登場的隱藏BOSS，萊基博士所發明的怨念増幅装置。在Playdia版的《真賽亞人滅絕計畫》中出現3種型態。在《七龍珠群雄》中被巴比提強化成為「破壞王哈奇亞克」，之後與貝比合體成為「哈奇亞克貝比」（ハッチヒャックベビー）。
悟旦
聲：野澤雅子&郷里大輔
悟空和撒旦透過「波特拉」合體出現的角色，原作只有出現造型並沒有實際登場。
魔人奧佐特（魔人オゾット）
聲：寺杣昌紀
《七龍珠Z V.R.V.S》登場。
時之界王神（時の界王神）
聲：伊藤加奈惠
《七龍珠 異戰1、2》登場，本名「克洛娜」（クロノア），掌管時間的界王神，時空巡邏隊的建立者，看起來年幼的少女，實際年齡為7500萬年歲以上。與第15代老界王神相差1千歲。
托娃
聲：勝生真沙子
《七龍珠Online》、《龍珠：異戰1、2》、《龍珠：卡羅特》登場。
角色造型由幹大樹設定。
暗黑魔界的邪惡科學家，設定為達普拉的妹妹，企圖復興暗黑魔界。擁有改變歷史的能力。
米拉
聲：高橋廣樹
《七龍珠Online》、《龍珠：異戰1、2》、《龍珠：卡卡羅特》登場。
角色造型由幹大樹設定。
托娃製作的突變型人造人，以吸收創傷能源作為力量來源。
德冥谷拉（ドミグラ）
聲：鳥海浩輔
《七龍珠 異戰1、2》登場。
早期疑似與時空界王神為舊識，後來叛變成為魔神企圖摧毀歷史而被時空界王神封印。
弗由
聲：山口勝平
《七龍珠 異戰2》以DLC追加登場，由米拉與托娃的細胞所製造出來的突變體。與托娃一樣擁有改變歷史的能力。興趣是做實驗。
21號（人造人間21号）
聲：桑島法子
《七龍珠 FighterZ》、《七龍珠：異戰2》登場。
角色造型由鳥山明設定。
疑似蓋洛博士的妻子，在原作中僅有照片並沒實際登場，本名“Vomi”，《七龍珠：FighterZ》中設定有魔人普烏的細胞，因此有邪惡的念頭也與普烏一樣嗜吃的性格。
黑悟飯（ゴハンブラック）
聲：野澤雅子
《七龍珠 電光炸裂！ZERO》登場，只限在悟飯的IF劇情登場。
外貌与悟飯长得很像，真實身分為後現代世界的扎馬斯利用超級龍珠悟飯交換身体。企圖執行「人類歸零計畫」消滅了不少無數星球的人。最後跟扎馬斯(未來)合體。
与黑悟空不同的地方是黑悟飯并没有超级赛亚人玫瑰形态，而是通过潛能解放变成究極黑悟飯。
梅奇卡（メチカブラ）
聲：稻葉實（老人）、上田燿司（年轻）
《超级七龍珠群雄 暗黑魔界篇》登場，暗黑魔界中的帝王。
薩爾莎（サルサ）
聲：中井和哉
《超级七龍珠群雄 暗黑魔界篇》登場，梅奇卡的部下之一。
普婷
聲：津田美波
《超级七龍珠群雄 暗黑魔界篇》登場，梅奇卡的部下之一。
格雷比（グレイビー）
聲：广田行生
《超级七龍珠群雄 暗黑魔界篇》登場，梅奇卡的部下之一。
路姆
聲：野岛健儿
《超级七龍珠群雄 暗黑魔界篇》登場，梅奇卡普拉的部下之一。由于做事方式过于残忍而被称为“死神”。
罗贝露（ロベル）
聲：牛田裕子
《超级七龍珠群雄 暗黑魔界篇》登場，多米格拉的秘书。与多米格拉暂时与时空巡逻队组成同盟来对付梅奇卡普拉以及暗黑魔界军队。
弗尹
聲：不明
《超级七龍珠群雄 暗黑魔界篇》登場，托娃製造出來的魔人。之后被悟吉塔：XENO以及GT时间线的悟吉塔消灭。
坎巴
聲：小山力也
《超级七龍珠群雄 监狱行星篇》登場，被称为「邪恶的赛亚人」，同時也是核心區的成員之一。
奥連
聲：粕谷雄太
《超级七龍珠群雄 宇宙爭亂篇》登場，第6宇宙的茲夫爾人所創造出來的寄生型生物，卡敏的双胞胎弟弟，同时也是核心區的成員之一。
卡敏
聲：津田美波
《超级七龍珠群雄 宇宙爭亂篇》登場，第6宇宙的茲夫爾人所創造出來的寄生型生物，奥連的双胞胎姐姐，同时也是核心區的成員之一。
拉古斯（ラグス）
聲：下地紫野
《超級七龍珠群雄 宇宙爭亂篇》登場，核心區的成員之一。
赫茲
聲：子安武人
《超級七龍珠群雄 宇宙爭亂篇》登場，核心區的首领。
W博士（Dr.ダブリュ）
聲：木村雅史
《超級七龍珠群雄 宇宙創成編》登場，被弗由召集过来的神秘人。
真实身份为拥有新型战斗机器身体的威洛博士。
艾欧丝（アイオス）
聲：井上麻里奈
《超級七龍珠群雄 時之界王神編》登場，上一任時之界王神。
維德洛（ビードロ）
聲：佐藤利奈
《超級七龍珠群雄 時之界王神編》登場，艾欧丝请来的黑衣战士之一。
希拉斯（シーラス）
聲：東地宏樹
《超級七龍珠群雄：世界任務》登場，曾经是银河巡警的成员之一。
角色造型由丰太郎設定。

## 註解
1. ↑  東立漫畫
2. ↑  《七龍珠Z 復活的「F」》以及動畫版的臺灣配音版
3. ↑  東立漫畫
4. ↑  臺灣配音版，往往簡稱「闇黑」
5. ↑  東立漫畫
6. ↑  臺灣配音版
7. ↑  東立漫畫
8. ↑  東立漫畫
9. ↑  臺灣配音版
10. ↑  東立漫畫
11. ↑  臺灣配音版
12. ↑  東立漫畫
13. ↑  東立漫畫
14. ↑  東立漫畫
15. ↑  臺灣配音版
16. ↑  東立漫畫
17. ↑  臺灣配音版
18. ↑  東立漫畫